# Sacra di San Michele
La Sacra di San Michele, o più propriamente abbazia di San Michele della Chiusa, localmente chiamata anche Sagra di San Michele, è un complesso architettonico arroccato sulla vetta del monte Pirchiriano, all'imbocco della val di Susa, nella Città metropolitana di Torino, in Piemonte, nei territori dei comuni di Sant'Ambrogio di Torino e di Chiusa di San Michele, poco sopra la borgata San Pietro.
Collocata su un imponente basamento di 26 metri a 960 metri di altitudine s.l.m, affacciandosi dalla cima del monte Pirchiriano sul confine fra le Alpi Cozie e la Pianura Padana, è il monumento simbolo del Piemonte e una delle più eminenti architetture religiose di questo territorio alpino, appartenente alla diocesi di Susa, prima tappa in territorio italiano della via Francigena.
Dal XII al XV secolo visse il periodo del suo massimo splendore storico, divenendo uno dei principali centri della spiritualità benedettina in Italia. Nel XIX secolo vi fu insediata la congregazione dei padri rosminiani. Nel 2015, il sito è stato uno dei vincitori del concorso fotografico mondiale Wiki Loves Monuments. Nel 2016 il museo del complesso monumentale abbaziale è stato visitato da oltre 100 000 persone.
Nella notte del 24 gennaio 2018, il Monastero Vecchio della Sacra ha subito danni a seguito di un incendio divampato sul tetto, senza danneggiare la parte architettonicamente più rilevante, che ha necessitato di importanti restauri. Lo scenario monastico ha ispirato il romanzo storico di Umberto Eco Il nome della rosa.

## Storia

### Le origini (983-1050 d.C.)

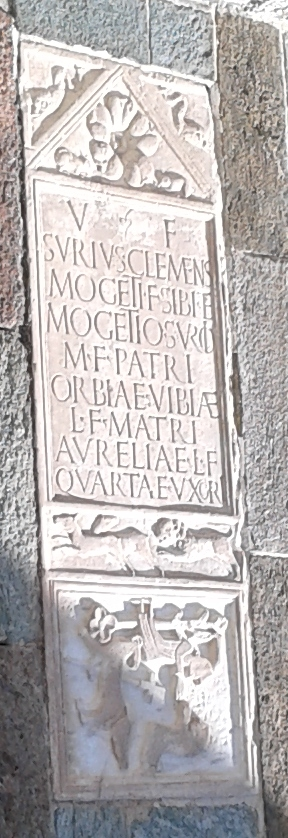
Lapide della tomba di Surio Clemente, figlio di Mogezio Surio e Orbia Vibia, e di sua moglie, Aurelia Quarta.

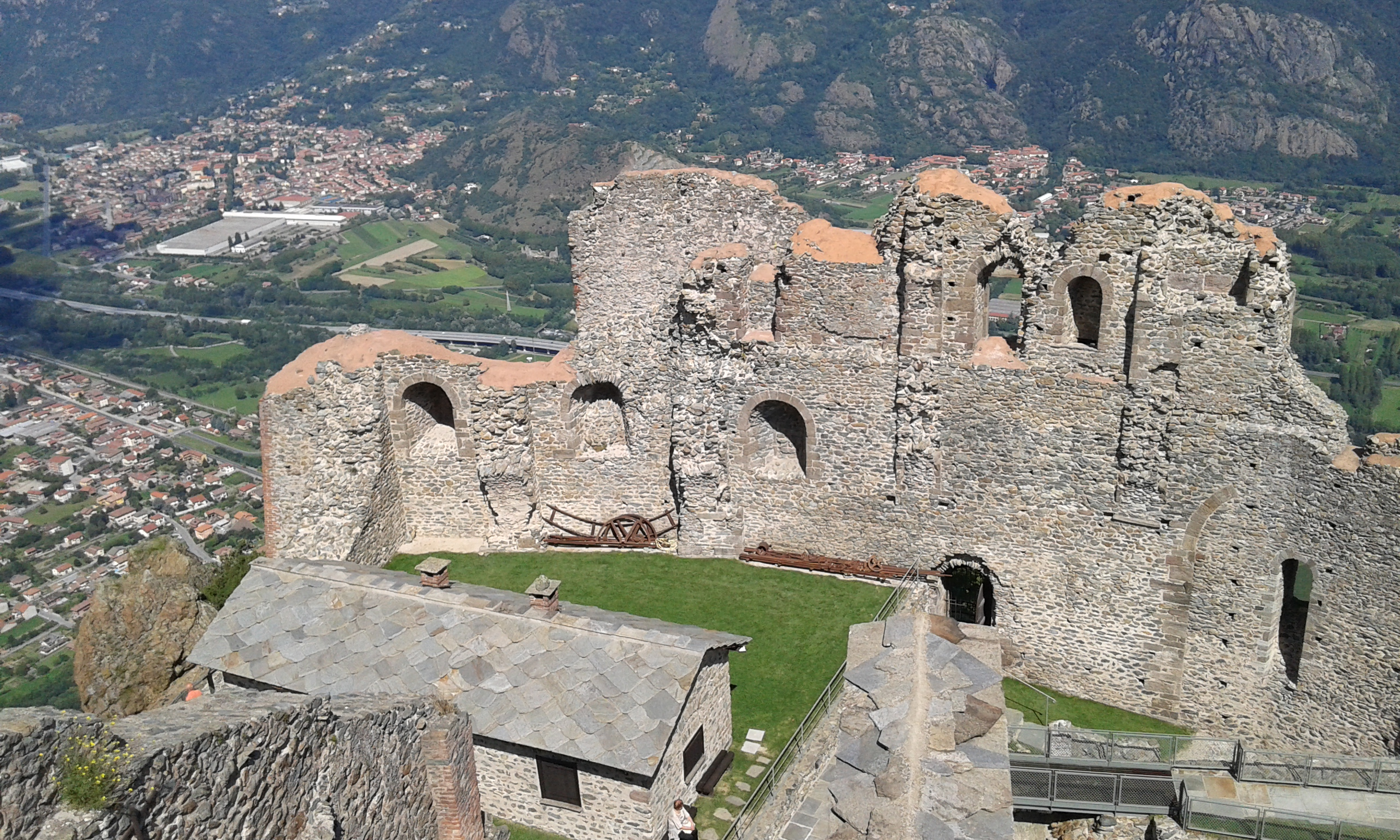
Rovine del cosiddetto Monastero Nuovo lato nord-ovest.

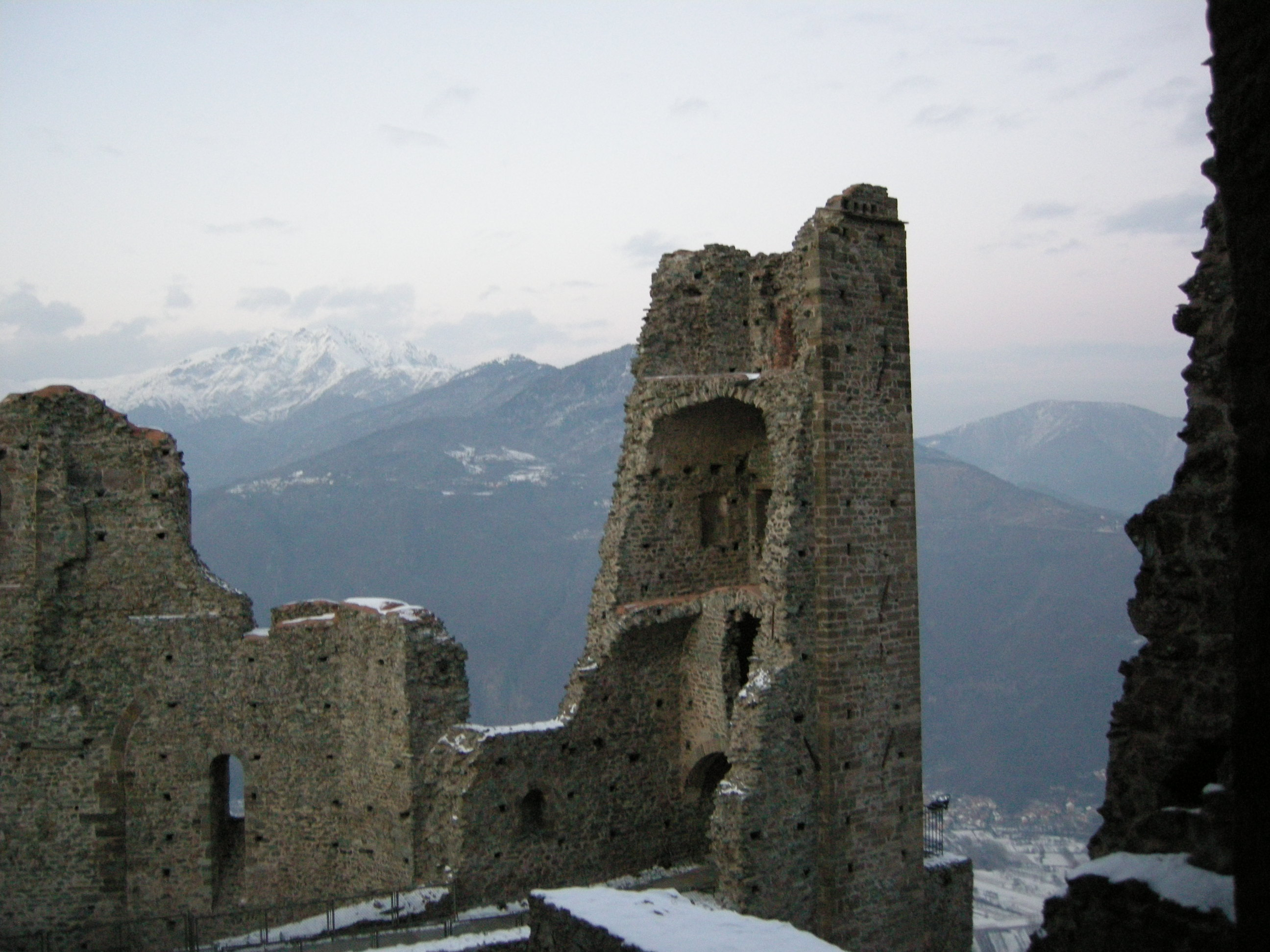
Torre della Bell'Alda e rovine del Monastero Nuovo.

Già in epoca romana fu qui presente un presidio militare, di vedetta presso la via Cozia verso le Gallie. A ricordo di questo passaggio, rimane una lapide, in memoria di una delle famiglie romane che vi abitarono nel I secolo, quella di Surio Clemente.
Il castrum romano fu poi utilizzato dai Longobardi, a guardia delle invasioni dei Franchi, nel contesto delle cosiddette chiuse longobarde, delle quali rimangono alcune vestigia nel sottostante paese di Chiusa di San Michele. Il culto micaelico, praticato dai Longobardi, fu ereditato dall'Imperatore Federico I Barbarossa, che lo trasmise al nipote Federico II, che lo estese a sua volta nel Regno e nell'Impero. Diffusosi ampiamente, si ipotizza che il culto di San Michele Arcangelo fosse già presente in Val di Susa, a partire dal VI secolo circa, periodo in cui fu presumibilmente eretta, proprio qui, una chiesetta-cappella dedicata all'Arcangelo.
L'Alto Medioevo infatti, vide la costruzione di numerosi edifici religiosi in Europa dedicati al Santo Arcangelo. La data di costruzione del complesso vero e proprio viene identificata tra il 983-987, anche se altri la identificano tra il 999 e 1002. Le fonti più certe parlano del tempo di san Giovanni Vincenzo, l'arcivescovo di Ravenna ritiratosi a una vita eremitica presso queste zone, quindi tra la fine del X e l'inizio dell'XI secolo. Secondo una leggenda, l’ex arcivescovo ebbe la visione dello stesso Arcangelo Michele, che gli ordinò di erigere un santuario. Gli stessi angeli avrebbero infine consacrato la cappella, che di notte fu vista dalla popolazione come "avvolta" da un grande fuoco.
Le fasi iniziali della costruzione sono scarsamente descritte. I documenti più antichi risalgono a un certo monaco Guglielmo, che visse proprio in quel cenobio e, intorno alla fine dell'XI secolo, scrisse il Chronicon Coenobii Sancti Michaelis de Clusa. Egli citò la data di fondazione addirittura nel 966; tuttavia, lo stesso monaco, in un altro passo della sua opera, affermò che la costruzione ebbe inizio sotto il pontificato di papa Silvestro II (999-1003).

#### Il Romanico
Accanto al sacello più antico, Giovanni Vincenzo ne fece realizzare un altro, oggi ambiente centrale dell'attuale cripta della Chiesa. Gli studiosi tendono ad attribuire questa parte a Giovanni Vincenzo in quanto le nicchie, gli archetti e le colonnine richiamano motivi analoghi all'architettura bizantina, all'epoca diffusa proprio nel Ravennate.
Sul finire del X secolo, fondamentale fu l'intervento del nobile francese conte Hugon di Montboissier, detto "Ugone", allora governatore di Aurec-sur-Loire, nell'Alvernia e responsabile dell'abbazia di Saint-Michael de Cuxa, a Codalet (Pirenei). In tal modo, il conte poté quindi riscattare i suoi peccati a fronte dell'indulgenza richiesta al nuovo papa Silvestro II. Grazie ai suoi interventi, fu aggiunto un piccolo cenobio per pochi monaci e qualche pellegrino.
L'amministrazione fu data all'abate Adverto di Lezat (diocesi di Tolosa). Fu in questo periodo, tra il 1015 e il 1030, che, molto probabilmente, l'architetto Guglielmo da Volpiano disegnò il progetto della "nuova Chiesa", che verrà successivamente costruita sopra alla primitiva chiesetta.

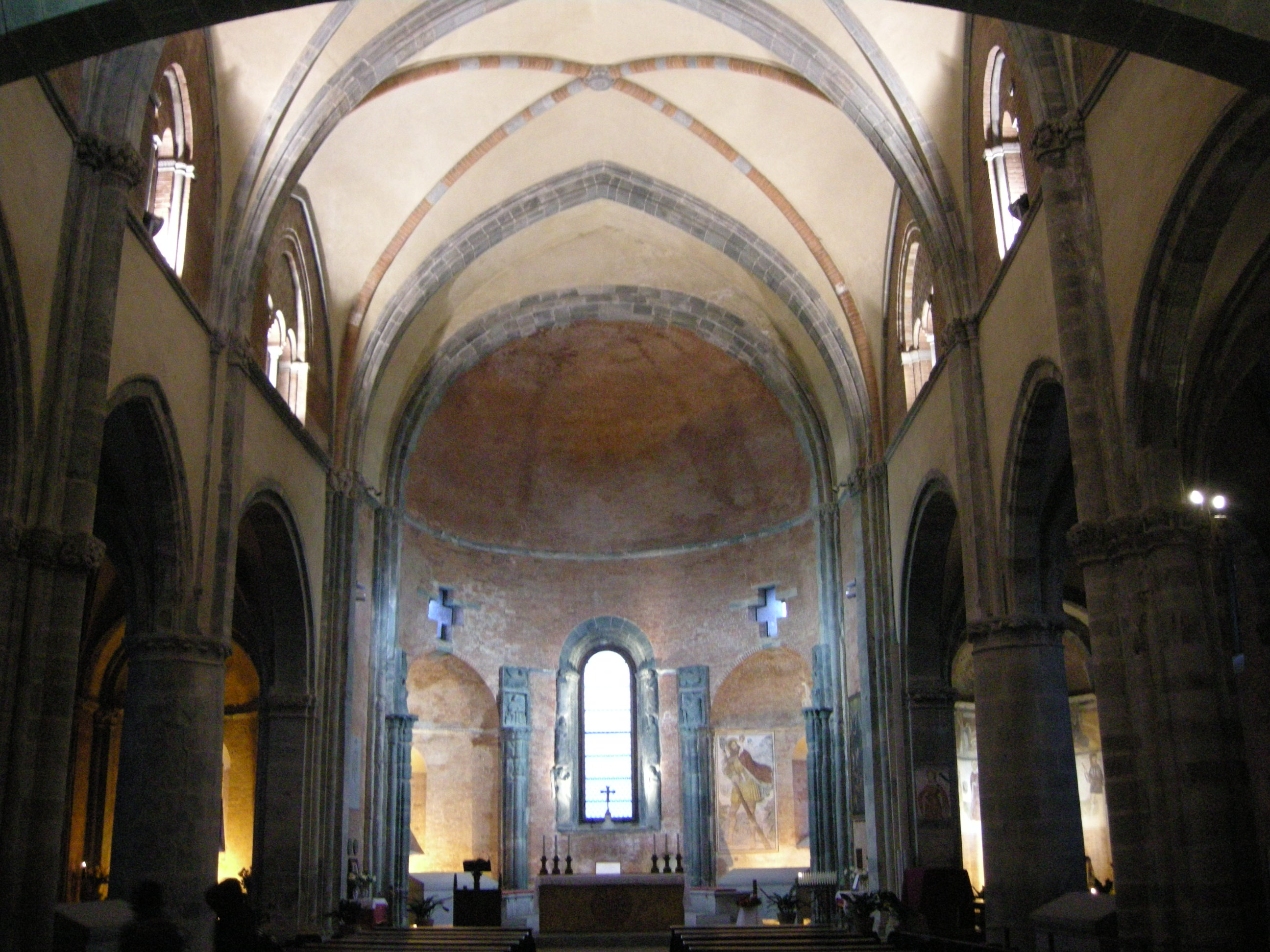
Interno della Chiesa.

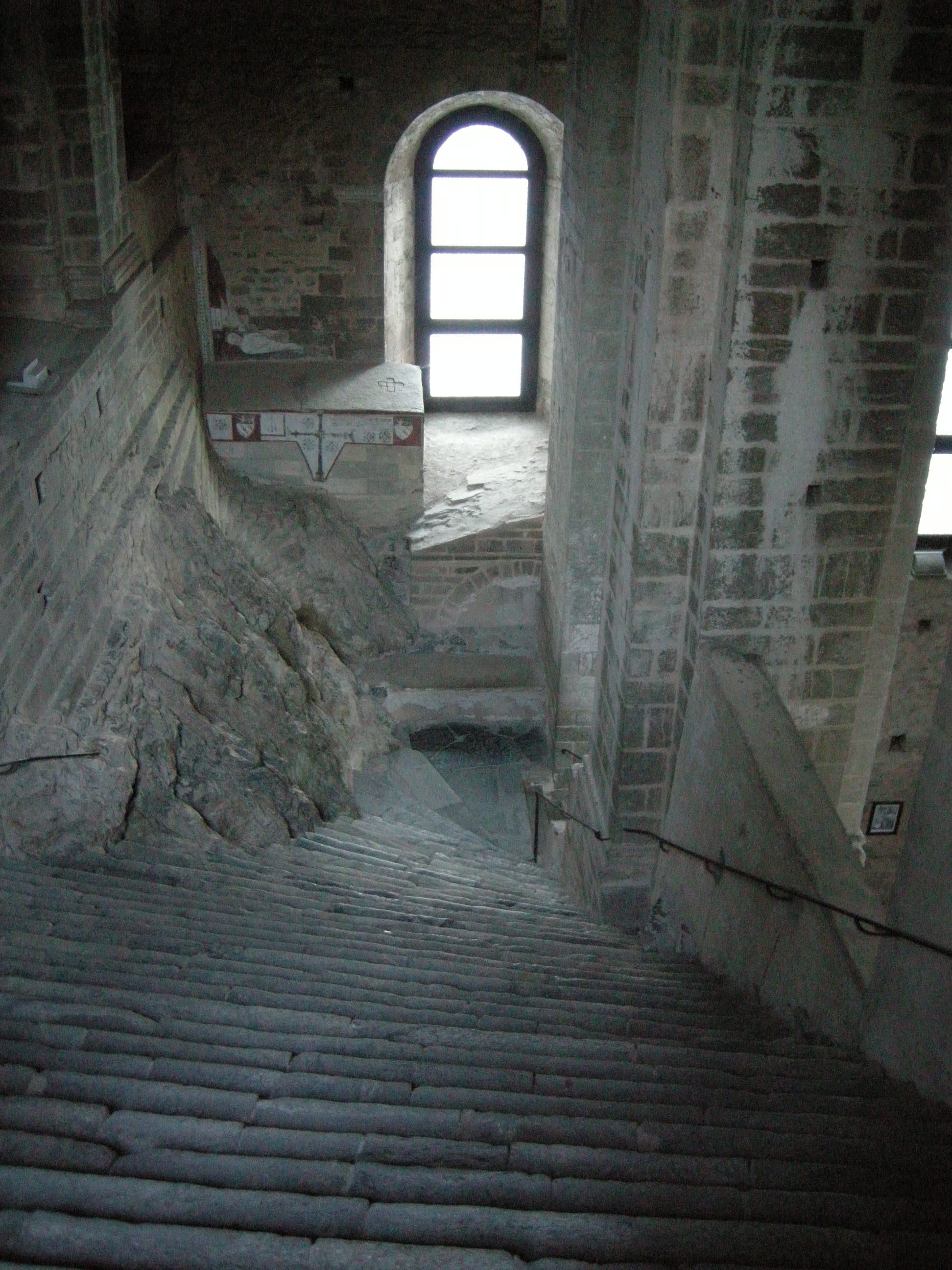
Il ripido e severo Scalone dei Morti, costruito in pietra verde in mezzo alle rocce affioranti, conduce in alto all'ingresso della Chiesa.

A metà dell'XI secolo, la struttura dell'abbazia fu quindi affidata ai Benedettini, che ne seppero sviluppare progressivamente il significato spirituale, dando asilo ai pellegrini e protezione alle popolazioni della zona. In questo periodo fu infatti costruito l'edificio della foresteria, staccato dal monastero, e in grado di accogliere i numerosi pellegrini che, percorrendo la via Francigena passante per il Moncenisio, vi salivano per trovare ristoro fisico e spirituale.

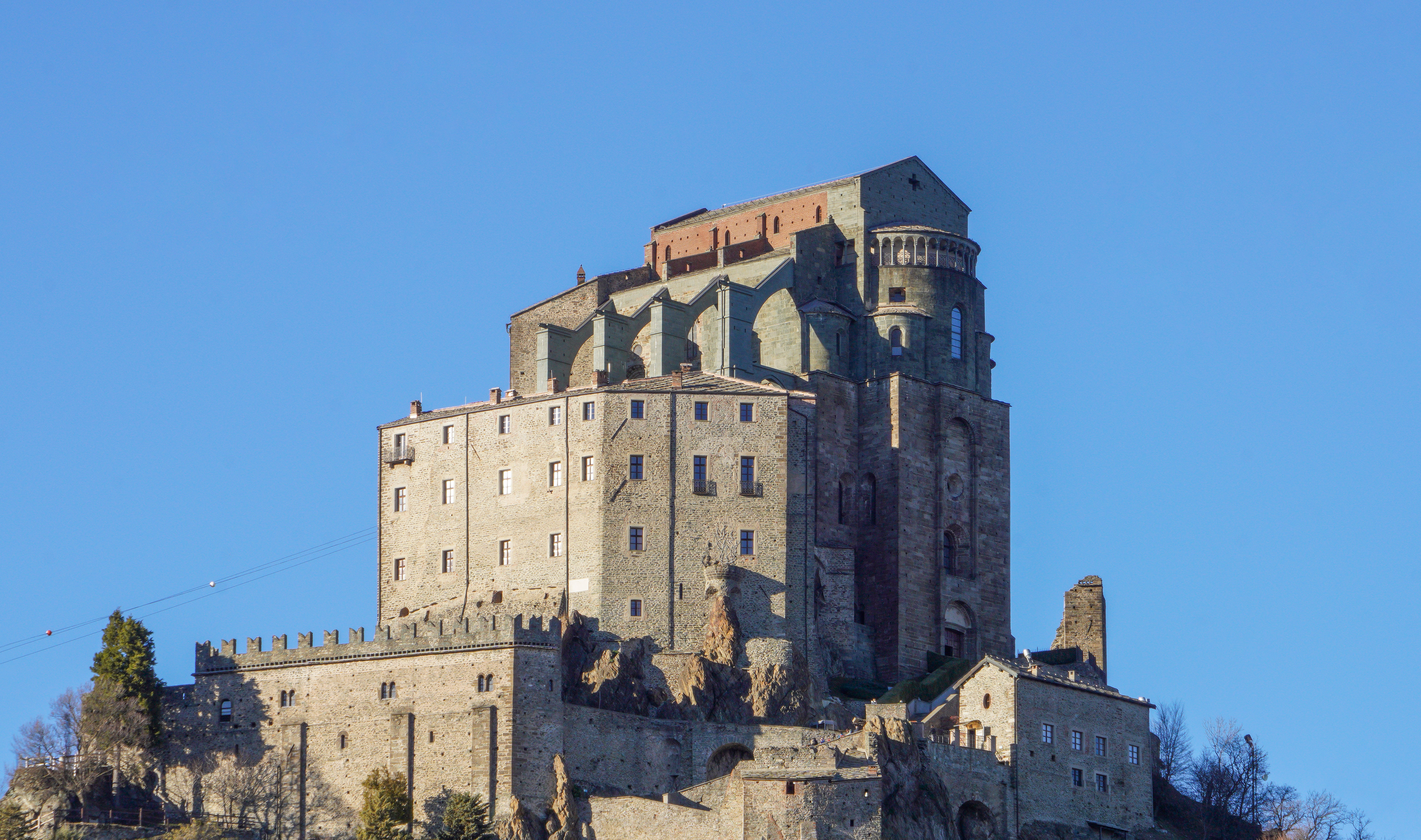
In basso a sinistra la foresteria, al centro il monastero e in alto la chiesa.

### L'ampliamento settentrionale (1099-1390)
La parte settentrionale del complesso, oggi in rovina, fu costruita nel XII secolo come "Nuovo monastero", per il quale furono aggiunte tutte le strutture per la vita di molte decine di monaci: celle, biblioteca, cucine, refettorio, officine.
Dalle basi di quello che probabilmente era l'antico castrum di epoca romana, l'abate Ermengardo, che resse il monastero dal 1099 al 1131, fece realizzare questa opera ardita, partendo dall'impressionante basamento di 6 metri che dalla base a picco raggiunge la vetta. Il basamento quindi, è sovrastato dalle absidi, che portano la cima della costruzione a sfiorare i 1.000 metri di altitudine rispetto ai 962 del monte Pirchiriano, la cui vetta costituisce una delle colonne portanti della chiesa, tuttora visibile grazie alla presenza di una targa: "culmine vertiginosamente santo", citazione del poeta rosminiano Clemente Rebora (XX secolo).
Il monastero subì un parziale decadimento nel 1629, a causa del passaggio delle truppe francesi del generale Nicolas de Catinat. Un successivo degrado avvenne durante l'Assedio di Torino del 1706. Di questa parte, infatti, rimangono oggi solo dei ruderi, affacciati verso la Val di Susa: si doveva trattare di un edificio di ben cinque piani, la cui imponenza è manifestata dai muraglioni, archi e pilastri, a oggi ancora parzialmente visibili.

#### La torre della Bell'Alda
Sempre sul lato settentrionale, isolata dal resto del complesso, svetta la torre della "Bell'Alda", oggetto di una suggestiva leggenda: una fanciulla (probabilmente vissuta nel XIII - XIV secolo), la bell'Alda appunto, volendo sfuggire dalla cattura di alcuni soldati di ventura, si ritrovò sulla sommità della torre. Dopo aver pregato, disperata, preferì saltare nel precipizio sottostante, piuttosto che farsi prendere; le vennero in soccorso gli angeli e, miracolosamente, atterrò illesa. La leggenda vuole che, per dimostrare ai suoi compaesani quanto era successo, tentasse nuovamente il volo dalla torre, ma che per la vanità del gesto ne rimase invece uccisa.

### La "nuova" chiesa (1110-1255)
La chiesa attuale, detta anche "Nuova", è il risultato di più di un secolo di interventi. Partendo dai primitivi progetti di Guglielmo da Volpiano, l’effettivo inizio dei lavori è di difficile datazione, ma si suppone che il primitivo impianto, quello absidale, sia stato commissionato dall’abate Stefano all'inizio del XII secolo, con l'imponente basamento del 1110-1120. Si impone qui lo stile romanico di stampo normanno, senza alcuna finestra e sormontato da volte a crociera analoghe alle attuali.
Tra il 1120 e il 1130, vi lavorò lo scultore Niccolò, ma anche Pietro da Lione. Dal protiro, altissimo a più piani, si accede allo scalone dei Morti, così chiamato perché anticamente era fiancheggiato da tombe. Qui si trova la porta dello Zodiaco, con gli stipiti decorati da rilievi dei segni zodiacali, che all'epoca erano un modo per rappresentare lo scorrere del tempo (quindi una sorta di memento mori). In questi rilievi, simili a quelli dei popoli fantastici nella porta dei Principi di Modena, si riscontrano influenze del linearismo della scuola scultorea di Tolosa.

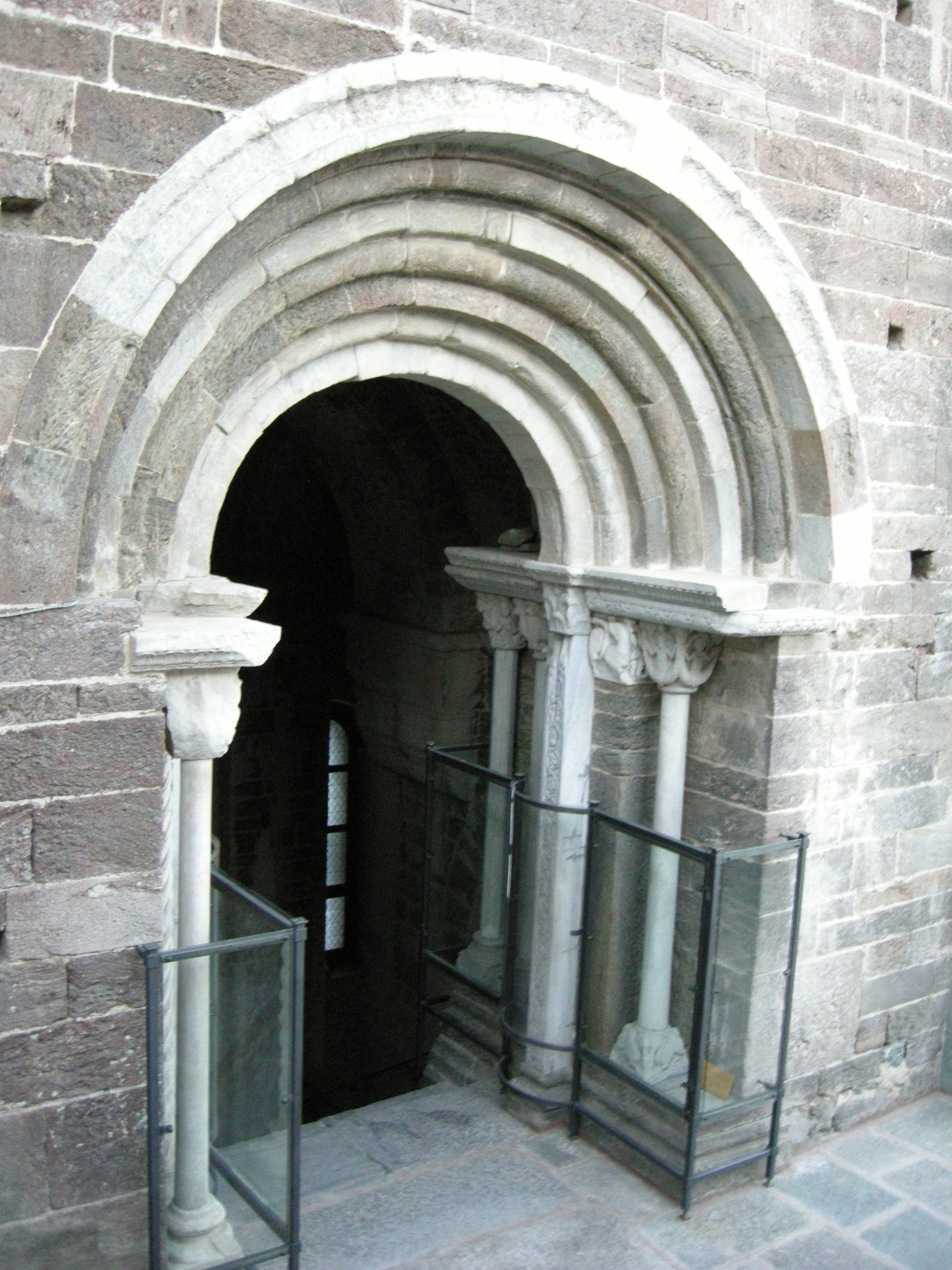
La Porta dello Zodiaco, opera di maggior pregio artistico della Sacra (Niccolò, XII secolo). Situata al culmine dello Scalone dei Morti, dà l'accesso al piano di base della Chiesa.

Sul finire del XII secolo poi, vi furono degli interventi in cosiddetto stile "romanico di transizione", di scuola lombardo-emiliana, caratterizzato dalla comparsa di finestre bifore, e i cui lavori dovettero richiedere molto tempo, documentato nel passaggio che si trova all'interno delle campate tra il pilastro cilindrico e quello polistilo e nelle due successive arcate con pilastri a fascio e archi acuti. Le volte originali crollarono nel XVI secolo, sostituite nella navata centrale da una pesante volta a botte, che esercitava una notevole spinta sui muri laterali, minacciandone la stabilità e creando pericolo di ribaltamento. Per far fronte a questa minaccia, durante i restauri di fine Ottocento, fu demolita la volta a botte, e sostituita con una triplice volta a crociera, completata nel 1937.

#### Il Gotico
L'ultimo intervento in periodo medioevale avvenne all'inizio fino a circa metà del XIII secolo (con la solenne consacrazione nel 1255), nel quale comparvero elementi in stile gotico francese, opera di artisti sconosciuti ma di chiara scuola piacentina, come, ad esempio, la decorazione del finestrone dell’abside centrale e le due finestre delle navate minori.
Gli interventi eseguiti per adattare lo sviluppo architettonico al particolare ambiente costituito dalla vetta del monte Pirchiriano, portarono al rovesciamento degli elementi costitutivi fondamentali. In tutte le chiese la facciata è sempre localizzata frontalmente rispetto alle absidi poste dietro l'altare maggiore e contiene il portale d'ingresso; al contrario, la facciata della sacra si trova nel piano posto sotto il pavimento che costituisce la volta dello scalone dei Morti. La facciata è sotto l'altare maggiore, ed è sovrastata dalle absidi con la loggia dei Viretti, visibile dalla parte del monte rivolta verso la Pianura Padana.
Nel 1315, fu composto il Breviario di San Michele della Chiusa, per scandire le preghiere quotidiane e celebrare le festività della Chiesa Cattolica; all'interno del breviario fu posto inoltre il ciclo delle preghiere particolari, per celebrare e onorare il fondatore della Sacra, San Giovanni Vincenzo.

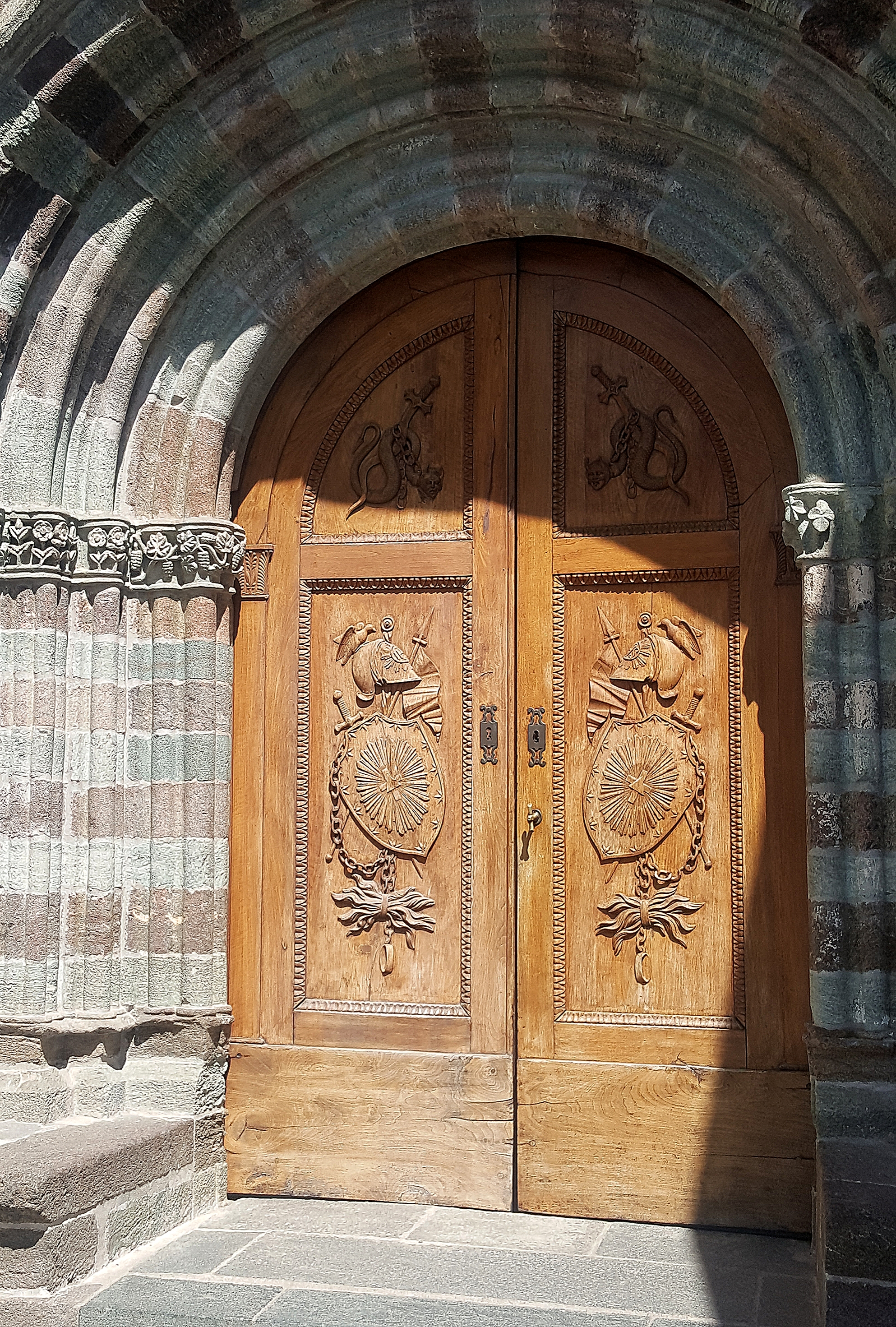
Porta d'ingresso della chiesa della Sacra di San Michele. Sulla trave si nota una pianta germogliare trasformandosi in una vite, da destra a sinistra dell'immagine. A queste decorazioni è possibile associare l'allegoria del ruolo del monaco, ovvero di istruire e far "maturare" lo studente "acerbo".

### Il declino (1381-1836)
Il declino della Sacra fu causato da antefatti politici risalenti al 1362: il principe Giacomo di Savoia-Acaia, a causa della sua insubordinazione a Casa Savoia, fu esautorato da poteri e possedimenti. Suo figlio, Filippo II di Savoia-Acaia, si volle quindi vendicare, saccheggiando il borgo di Sant'Ambrogio di Susa e distruggendo il palazzo abbaziale. In tali tumulti, fu supportato dall'allora abate Pietro III di Fongeret. Nel 1381 quindi, Amedeo VI di Savoia (detto il Conte Verde), prese la drastica decisione di chiedere direttamente a papa Urbano VI la soppressione dell'autorità dell'abate presso la Sacra. Da quel momento, il complesso perderà definitivamente la propria grande autonomia e verrà amministrato soltanto da un commendatario. In "commendam", il monastero perse di interesse già nel XV secolo. Fu gestito dai soli padri Priori che, non solo furono scarsamente sostenuti, ma semplicemente utilizzati dai commendatari per la riscossione delle rendite.
Nel 1622, il cardinale Maurizio di Savoia convinse papa Gregorio XV a sopprimere, di fatto, tutto il complesso, abitato ormai soltanto da tre monaci, facendo terminare così la secolare gestione benedettina del sito. Le ultime rendite economiche furono destinate alla costruzione della collegiata dei canonici della chiesa di San Lorenzo, presso Giaveno, pochi chilometri più a sud, i quali successero agli scomparsi monaci negli obblighi verso il monastero. Tuttavia, già dopo qualche anno, la collegiata non riuscì a far fronte alle ingenti spese di gestione della Sacra, che fu lasciata in stato di abbandono per quasi due secoli.
Nel 1803, Pio VII sciolse il Collegio dei Canonici della Sacra, con la bolla papale Gravissimis causis e su pressione di Napoleone, che cominciava a premere ai confini della penisola, ma lo stesso pontefice ristabilì il Collegio dopo il suo ritorno dalla prigionia francese, nel 1817, con la bolla papale Beati Petri del 17 luglio.

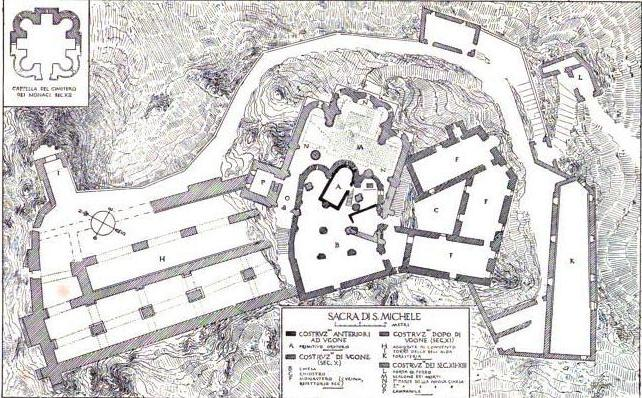
Pianta del complesso della sacra di San Michele (da un disegno di Alfredo d'Andrade).

### L'insediamento Rosminiani (1836)
Nel 1836, Carlo Alberto di Savoia, desideroso di far risorgere il prestigio della Chiesa piemontese e del suo casato, pensò di collocare stabilmente una congregazione religiosa. Offrì l'opera ad Antonio Rosmini, giovane fondatore dell'Istituto della carità, che accettò di stabilirvi.
Papa Gregorio XVI, con un breve dell'agosto 1836, nominò i padri Rosminiani amministratori della sacra e delle superstiti rendite abbaziali. Contemporaneamente, il re affidò loro in custodia le salme di ventiquattro reali di casa Savoia, traslate dal duomo di Torino, ora tumulate in Chiesa entro pesanti sarcofagi di pietra. Per la traslazione delle salme venne realizzato il Sentiero dei Principi. Solo in seguito vennero portati al monastero i 16 pesantissimi sarcofagi di pietra dove furono seppelliti principi, principesse e principini. Tra i più noti: Margherita di Valois, figlia di Francesco I e moglie di Emanuele Filiberto (il "Testa di ferro") ; il duca bambino Francesco Giacinto di Savoia, l'intrigante madre di Vittorio Amedeo II (detto la Volpe Savoiarda), primo re di Sardegna, Maria Giovanna Battista di Savoia-Nemours, e il cardinale Maurizio di Savoia.

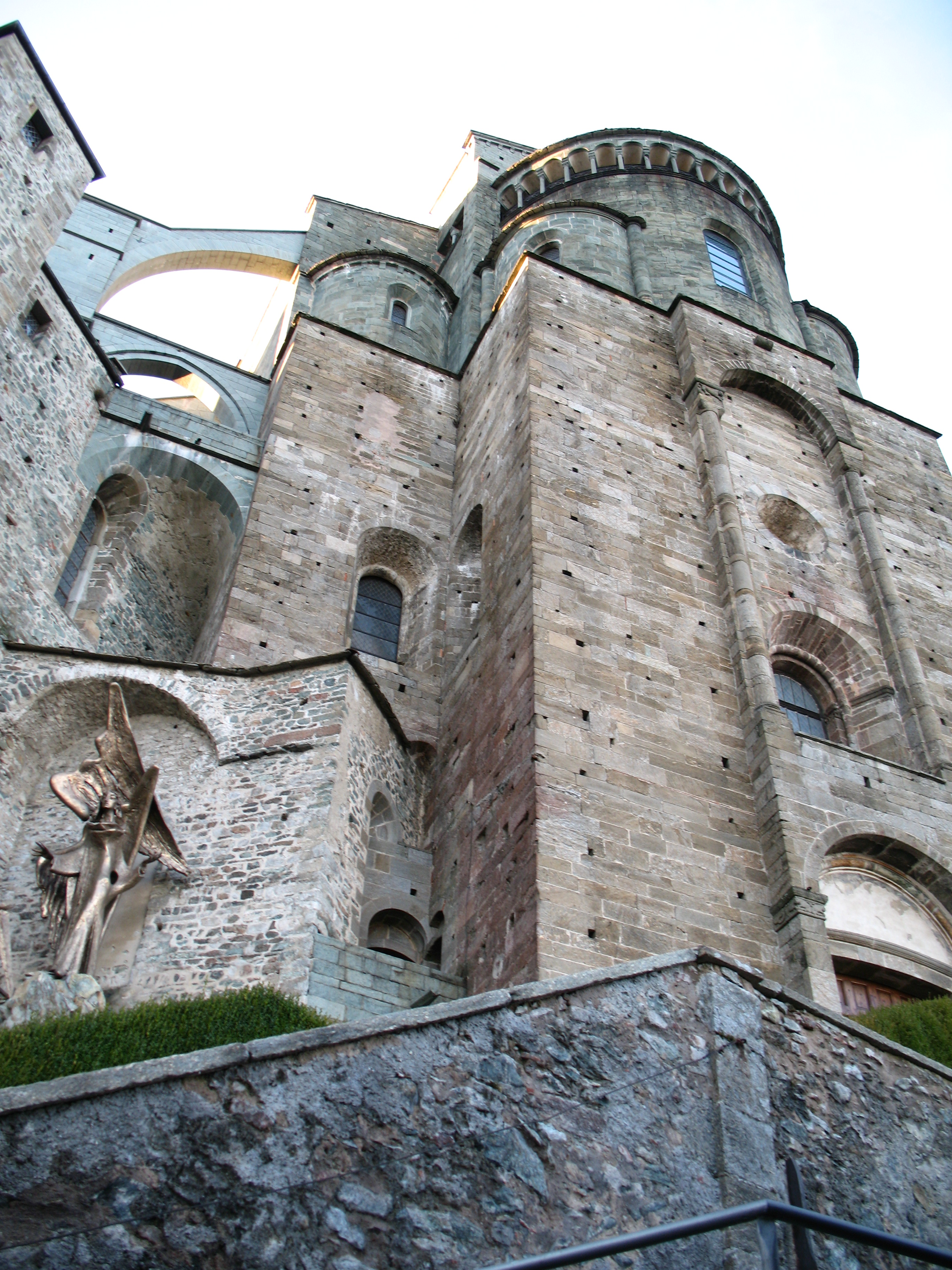
Corpo centrale dell'abbazia: in basso a sinistra, su uno spuntone di roccia tra Monastero e Chiesa, la statua in bronzo di San Michele Arcangelo creata nel 2005 dallo scultore altoatesino Paul Moroder.

La scelta di questa antica abbazia evidenzia la prospettiva della spiritualità di Rosmini che, negli scritti ascetici, richiama costantemente ai suoi religiosi la priorità della vita contemplativa, quale fonte e alimento che dà senso e sapore a ogni attività esterna: nella vita attiva il consacrato entra solo dietro chiamata della provvidenza e tutte le opere, in qualsiasi luogo o tempo, sono per lui buone se lo perfezionano nella carità di Dio. I padri rosminiani restano alla Sacra anche dopo la legge dell'incameramento dei beni ecclesiastici del 1867 che spogliava la comunità religiosa dei pochi averi necessari per un dignitoso sostentamento e un minimo di manutenzione all'edificio che conserva numerose opere d'arte.

#### Abbazianullius
La Sacra di San Michele godeva del privilegio di abbatia nullius, ovvero dell'esenzione dalla giurisdizione di un vescovo, da molti secoli, quando fu soppressa nel 1803 durante il periodo napoleonico. Nel 1817 l'abbazia fu ristabilita, ma perdette il secolare privilegio per volere di Pio VII e fu compresa nella diocesi di Susa.

## Epoca recente

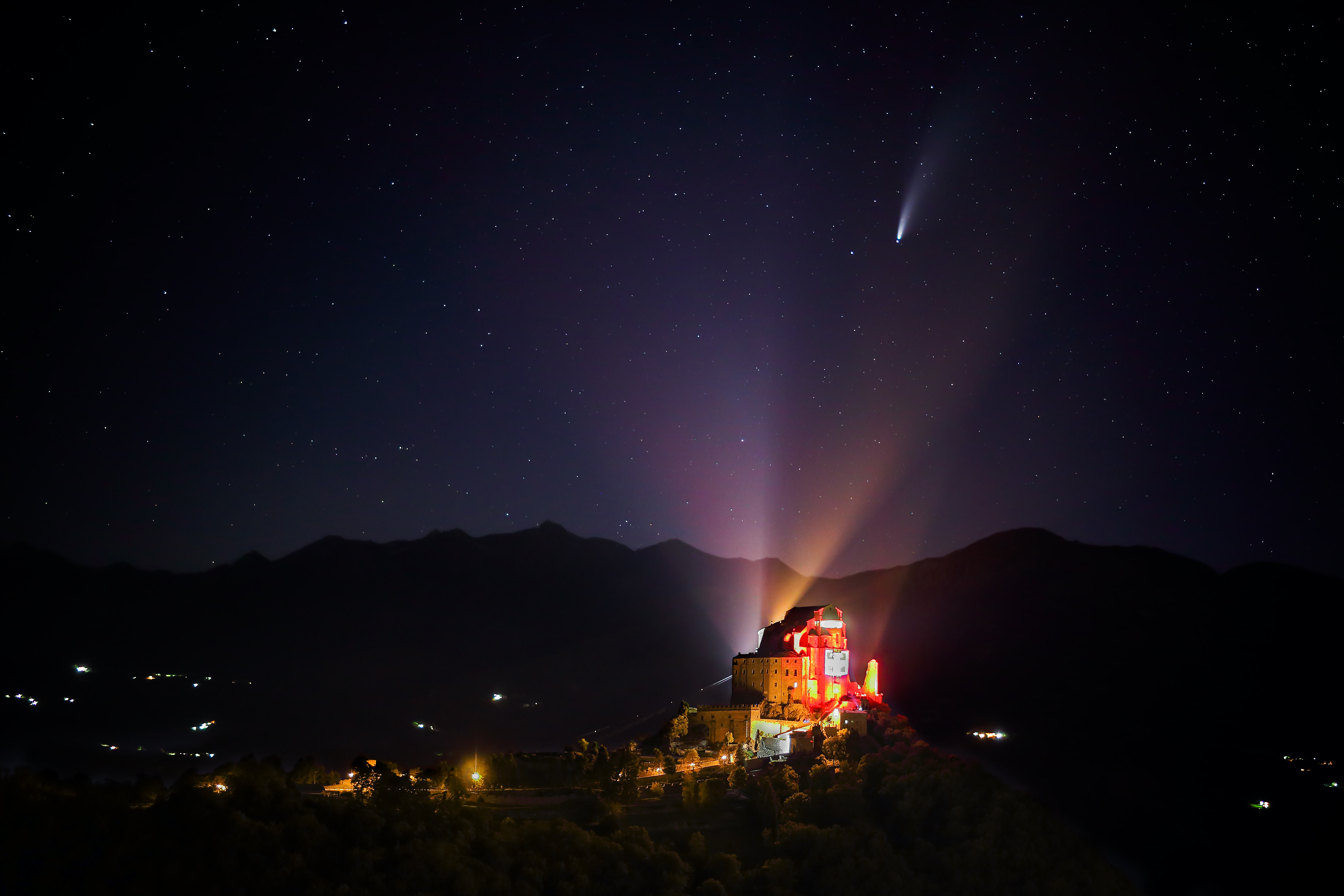
La Sacra di San Michele e la Cometa Neowise nell'estate 2020.

Fondamentali furono qui gli interventi architettonici di recupero e i supplementi di elementi neoromanici voluti da Alfredo d'Andrade, eseguiti a cavallo tra il XIX e il XX secolo, come la scalinata e gli archi rampanti sulla parte meridionale. Da allora, la Sacra rimase un luogo quieto, di preghiera e meditazione, con l'eccezione di una parentesi nel maggio 1944, dove fu teatro di una minacciosa perquisizione da parte degli occupanti tedeschi nella seconda guerra mondiale.
Nel 1980, lo scrittore Umberto Eco si ispirò parzialmente a questa suggestiva abbazia benedettina, per ambientare il suo più celebre romanzo, Il nome della rosa. Inizialmente, fu anche proposto di girarvi le scene dell'omonimo film di Jean-Jacques Annaud del 1985, scelta poi scartata dai produttori cinematografici a causa degli elevati costi da sostenere.
Da ricordare, anche il romanzo di Marcello Simoni del 2011, Il mercante di libri maledetti, qui parzialmente ambientato. Altri restauri del complesso furono eseguiti nel corso degli anni ottanta e novanta; una particolare importanza rivestì la visita di papa Giovanni Paolo II il 14 luglio 1991, nel corso della sua visita alla diocesi di Susa per la beatificazione del vescovo Edoardo Giuseppe Rosaz.
 In anni recenti, l'incipiente afflusso di turisti ha reso obbligatorio il senso unico sulla provinciale 188 da Fraz. Mortera di Avigliana verso il Colle Braida per i soli non residenti e durante i giorni festivi.
Nel 2016 viene varato un progetto di ulteriore ristrutturazione e ampliamento di tutto il sito, con miglioramento dei relativi servizi turistici. Il 15 marzo 2017, presso il Circolo dei Lettori di Torino, è stata presentata al pubblico la candidatura dell'abbazia a patrimonio dell'umanità dell'UNESCO, nel quadro del sito seriale Il paesaggio culturale degli insediamenti benedettini dell’Italia medievale. La sera del 24 gennaio 2018, a causa di un probabile cortocircuito, una parte del tetto del monastero si è incendiata; l'intervento dei vigili del fuoco, durato alcune ore, è riuscito a contenere le fiamme e limitare i danni. Nessuna persona è stata coinvolta o ferita.

## Cronotassi degli abati

### Abati monaci
Dalle origini fino al 1380 furono 27 gli abati monaci, qui di seguito l'elenco di alcuni con il periodo di reggenza dell'abbazia:
- Adverto (999-1002)
- Benedetto I (1002-1045)
- Pietro I (1045-1066)
- Benedetto II (1066-1091)
- Guglielmo I (1091-1095)
- Ermenegaldo (1095-1124)
- Gaufrido (1124-1142)
- Bonifacio I (1142-1148)
- Stefano (1148-1170)
- Benedetto III (1170-1200)
- Pietro II (1200-1227)
- Elia (1227-1239)
- Matteo (1239-1244)
- Guglielmo II de la Chambre (1244-1261)
- Decano (1261-1283)
- Raimondo (1283-1292)
- Riccardo (1292-1298)
- Andrea (1298-1308)
- Antonio (1308-1310)
- Guglielmo III di Savoia (1310-1325)
- Rodolfo di Mombello (1325-1359)
- Ugone di Marbosco (1359-1361)
- Giacomo (1361-1362)
- Pietro di Fongeret (1362-1379)

### Abati commendatari
Dal 1381 al 1826 ressero l'abbazia 26 abati commendatari:
- Guido di Saorgio (1381-1391)
- Guglielmo di Challant - vescovo (1391-1408)
- Amedeo di Montmayeur - vescovo (1408-1411)
- Antonio di Challant - cardinale (1411-1421)
- Giovanni Seyturier - consigliere di Amedeo VIII (1421-1446)
- Guglielmo di Varax - vescovo (1446-1461)
- Giovanni di Varax - vescovo (1461-1503)
- Urbano di Miolans - vescovo (1503-1522)
- Giovanni Battista Pallavicini - cardinale (1522-1535)
- Bonifacio Ferrero - cardinale (1535-1535)
- Filiberto Ferrero - cardinale (1535-1538)
- Francesco Ferrero - cardinale (1538-1549)
- Filiberto Ferrero - cardinale (1549-1560)
- Guido Ferrero - cardinale (1560-1585)
- Michele Bonelli - cardinale (1585-1598)
- Lorenzo Capris - conte e governatore della cittadella di Torino (1598-1603)
- Emanuele Filiberto - principe ereditario (1603-1604)
- Giovanni Botero - presbitero (1604-1611)
- Maurizio di Savoia - cardinale (1611-1642)
- Antonio di Savoia - generale (1642-1698)
- Eugenio di Savoia Soissons - generale (1698-1736)
  - Vacante (1736-1742)
- Giovanni Millo - cardinale (1742-1757)
  - Vacante (1757-1759)
- Guidobono Cavalchini - cardinale (1759-1774)
  - Vacante (1774-1777)
- Sigismondo Gerdil - cardinale (1777-1818[25])
- Cesare Garretti dei Conti di Ferrere - nobile (1818-1826)
- Giuseppe Cacherano dei Conti di Bricherasio - nobile (1826)

### Padri rettori rosminiani
- Andrea Alotto (1943-1946)
- Andrea Alotto (1951-1984) (per la seconda volta)
- Angelo Giupponi (1984-1990)
- Antonio Salvatori (1990-2003)
- Giuseppe Bagattini (2003-2018)
- Claudio Massimiliano Papa (dal 2018)

## Escursionismo

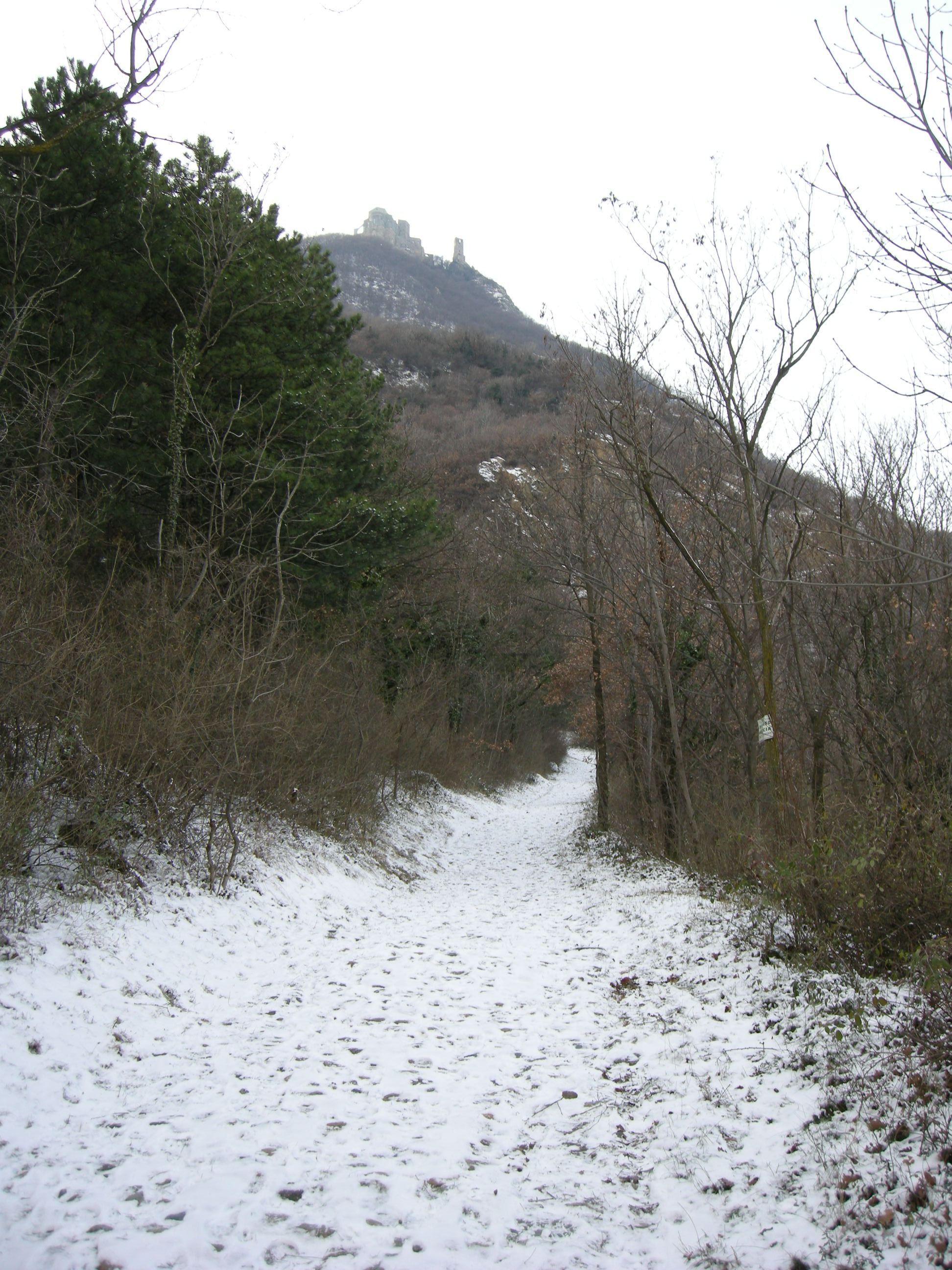
La mulattiera che da Sant'Ambrogio conduce all'abbazia.

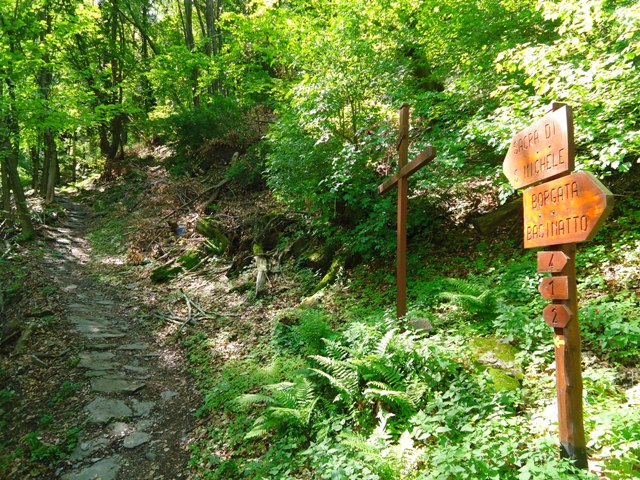
Il sentiero da Chiusa di San Michele alla sacra di San Michele.

La Sacra di San Michele è raggiungibile a piedi tramite due percorsi principali: il primo la collega all'abitato di Chiusa di San Michele, l'altro la collega all'abitato di Sant'Ambrogio tramite un'ampia mulattiera con delle stazioni della Via Crucis: in entrambi i casi, il dislivello è di circa 600 m, con partenza delle mulattiere dalle chiese parrocchiali dei due rispettivi paesi.
Esiste, poi, una terza alternativa, sempre escursionistica, ma con dislivello inferiore: il Sentiero dei Principi con partenza dalla borgata Mortera di Avigliana (630 m). Questo itinerario passa in cima alla Punta dell'Ancoccia (896 m), suggestivo balcone sulla Sacra e la Bassa Valle, e poi ridiscende al Colle della Croce Nera (872 m).
Per gli appassionati di ascensioni alpinistiche, il complesso è anche raggiungibile tramite la via ferrata Carlo Giorda che parte da Sant'Ambrogio di Torino ai piedi del monte Pirchiriano.
Dalla Sacra di San Michele incomincia il cosiddetto sentiero dei Franchi, percorso escursionistico che la collega con l'Alta Valle di Susa.
 Sempre per la Sacra passava, in epoca medievale, un'importante via di pellegrinaggio: la via Francigena, nella sua variante alpina della val di Susa, il cosiddetto Cammino di San Michele, che univa Mont-Saint-Michel, in Francia, al santuario di San Michele Arcangelo a Monte Sant'Angelo, vicino a Foggia.

## Galleria d'immagini

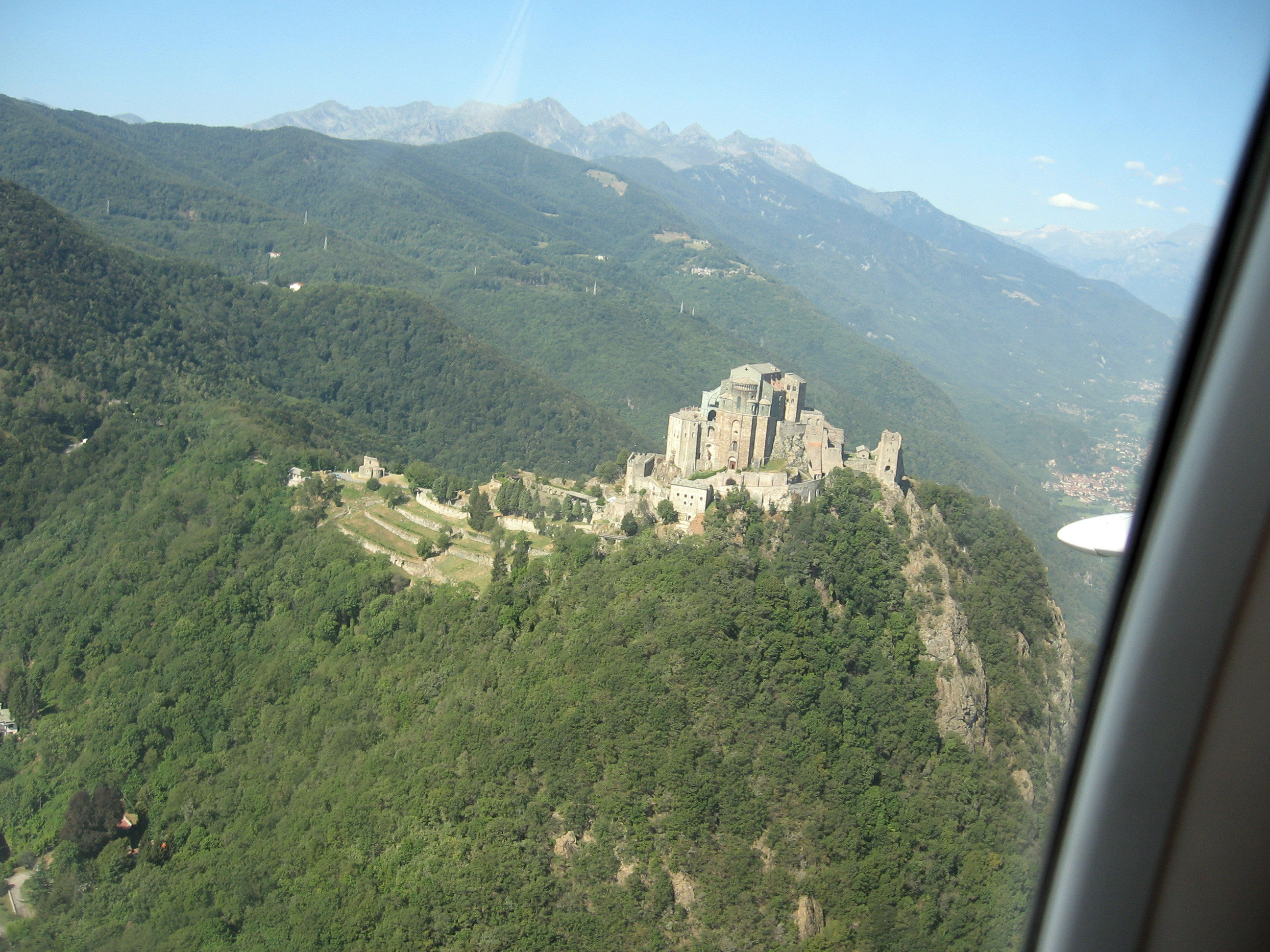
Vista aerea frontale
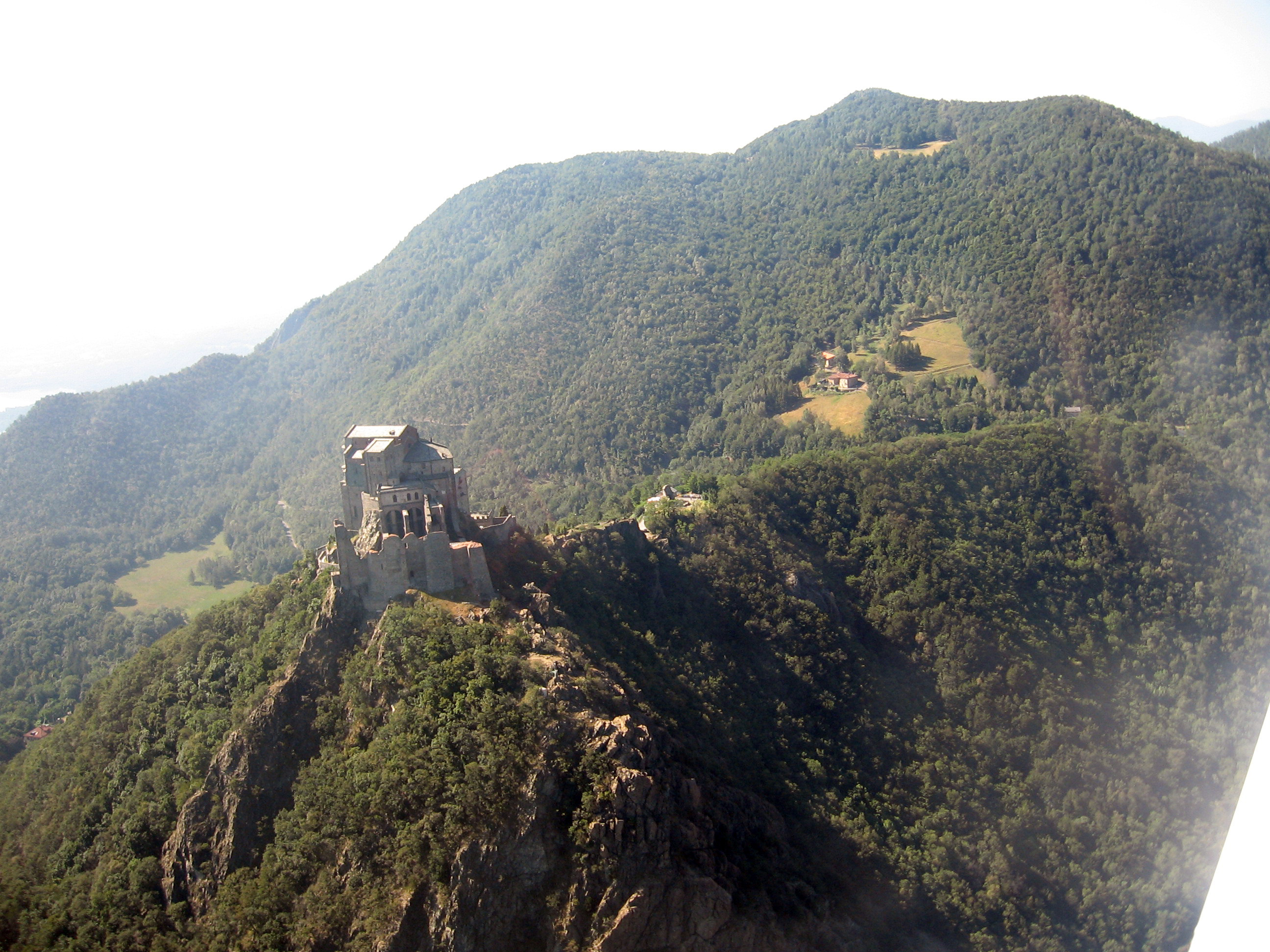
Vista aerea laterale
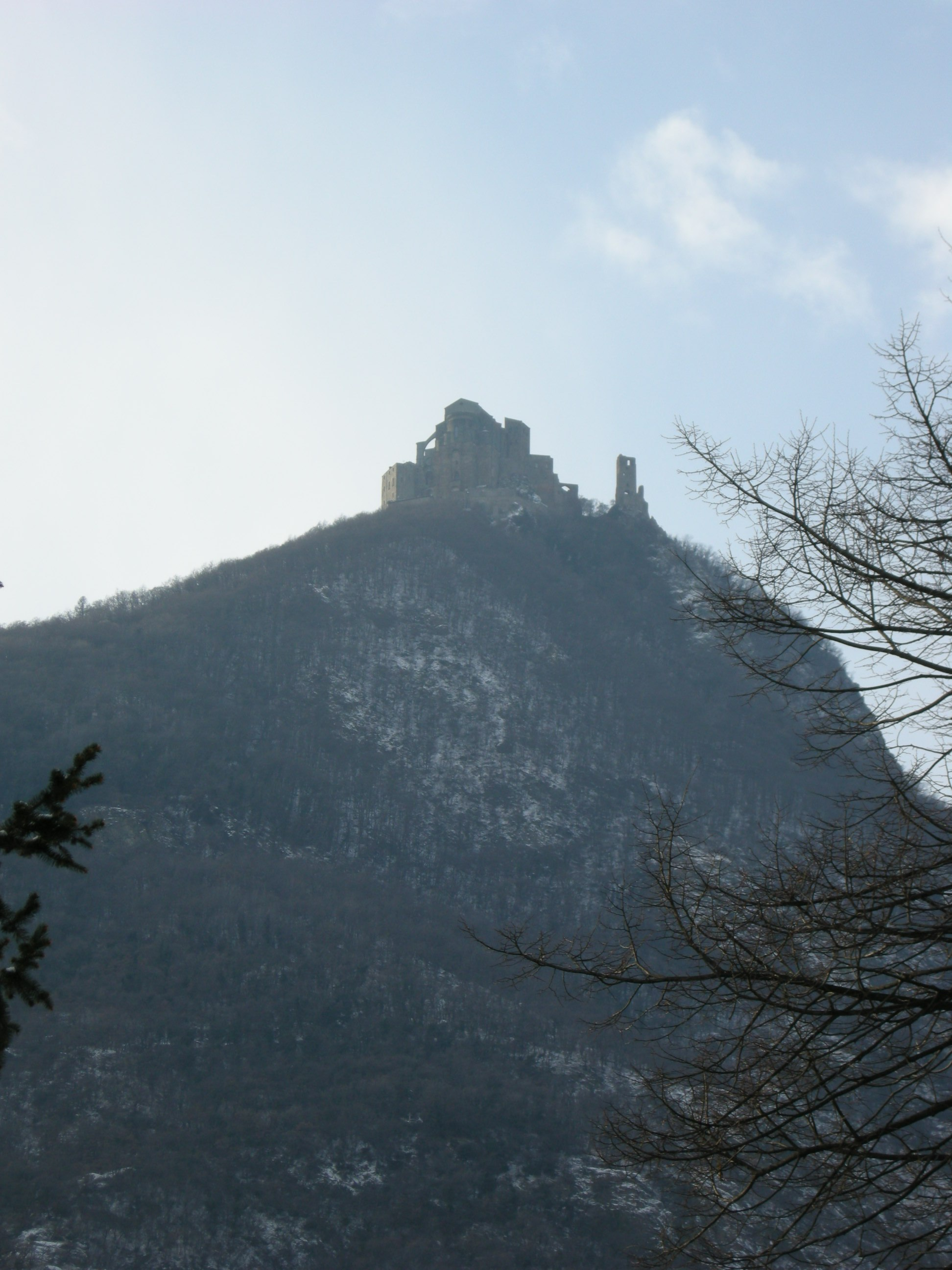
Vista dalla valle
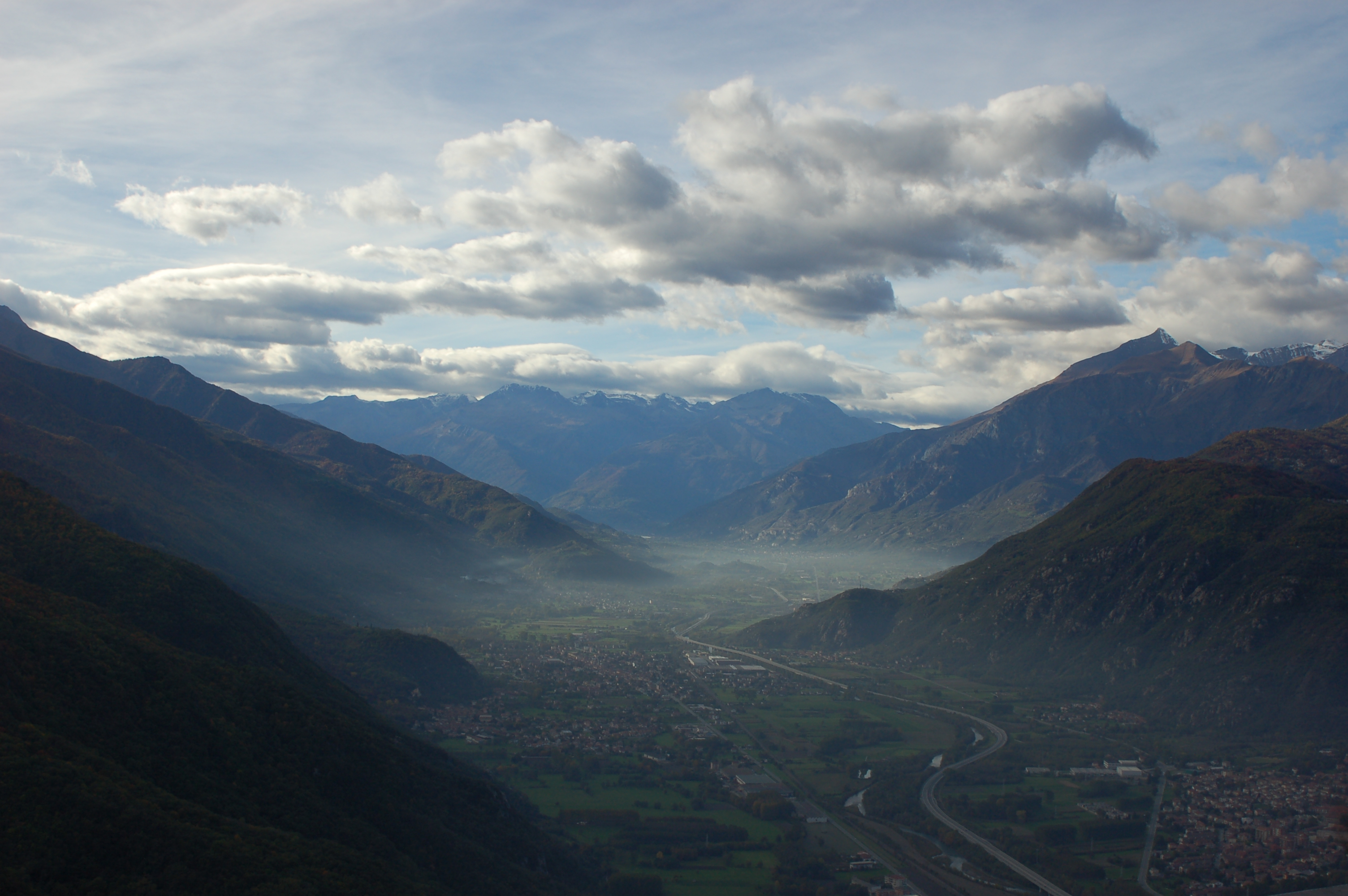
Veduta della val di Susa dalla sacra
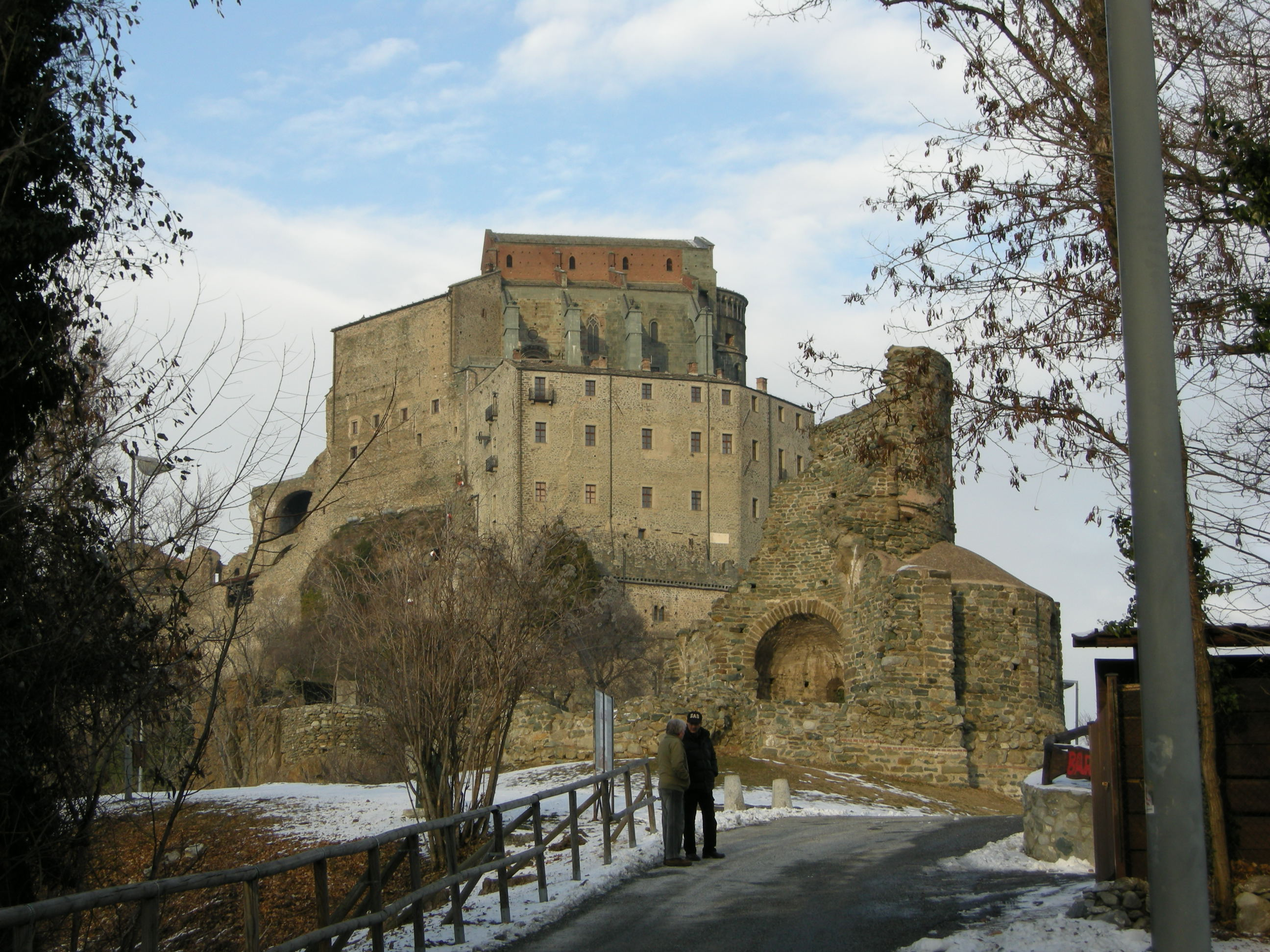
Veduta d'insieme
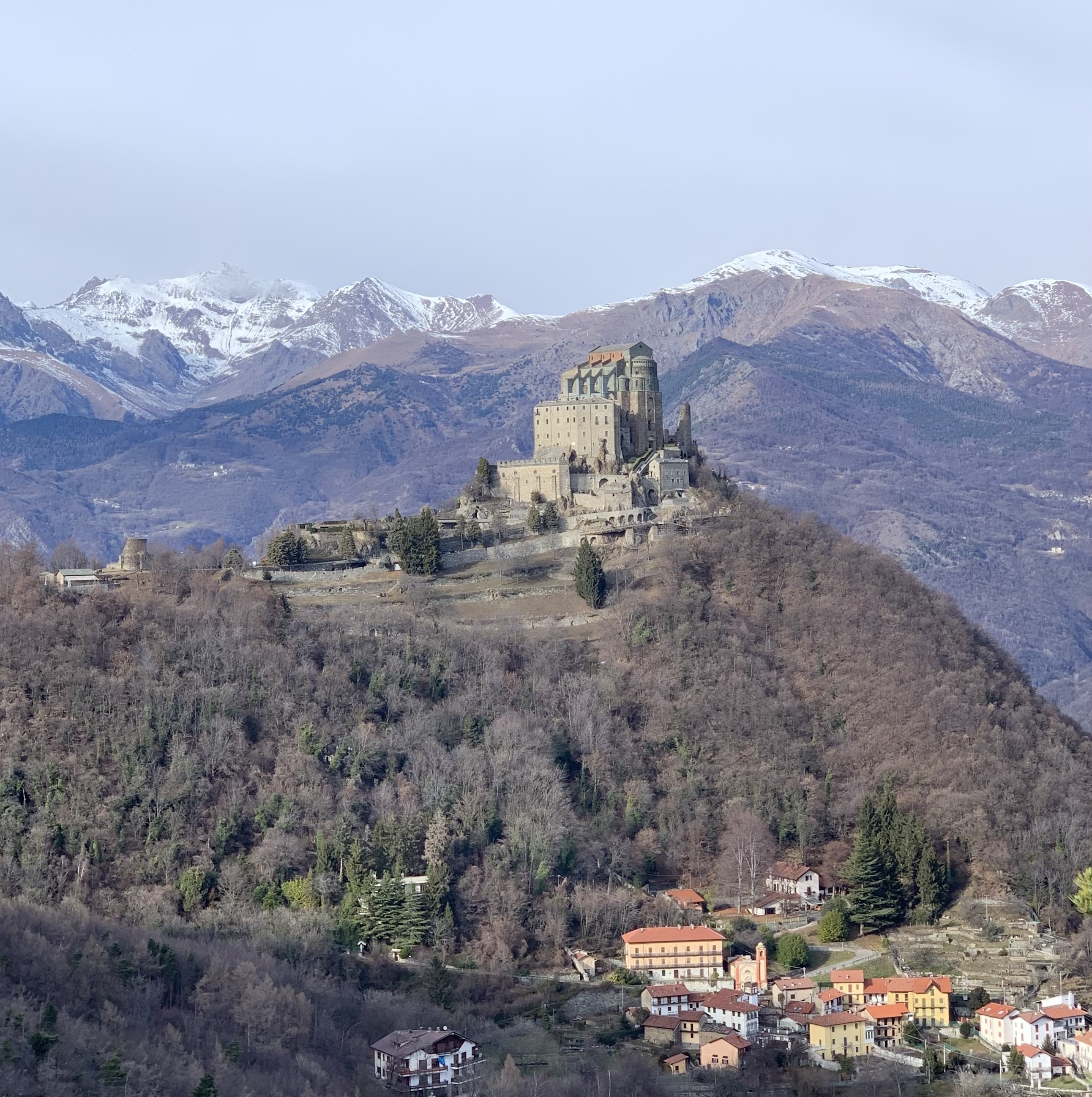
Veduta in lontananza dell'abbazia e di San Pietro
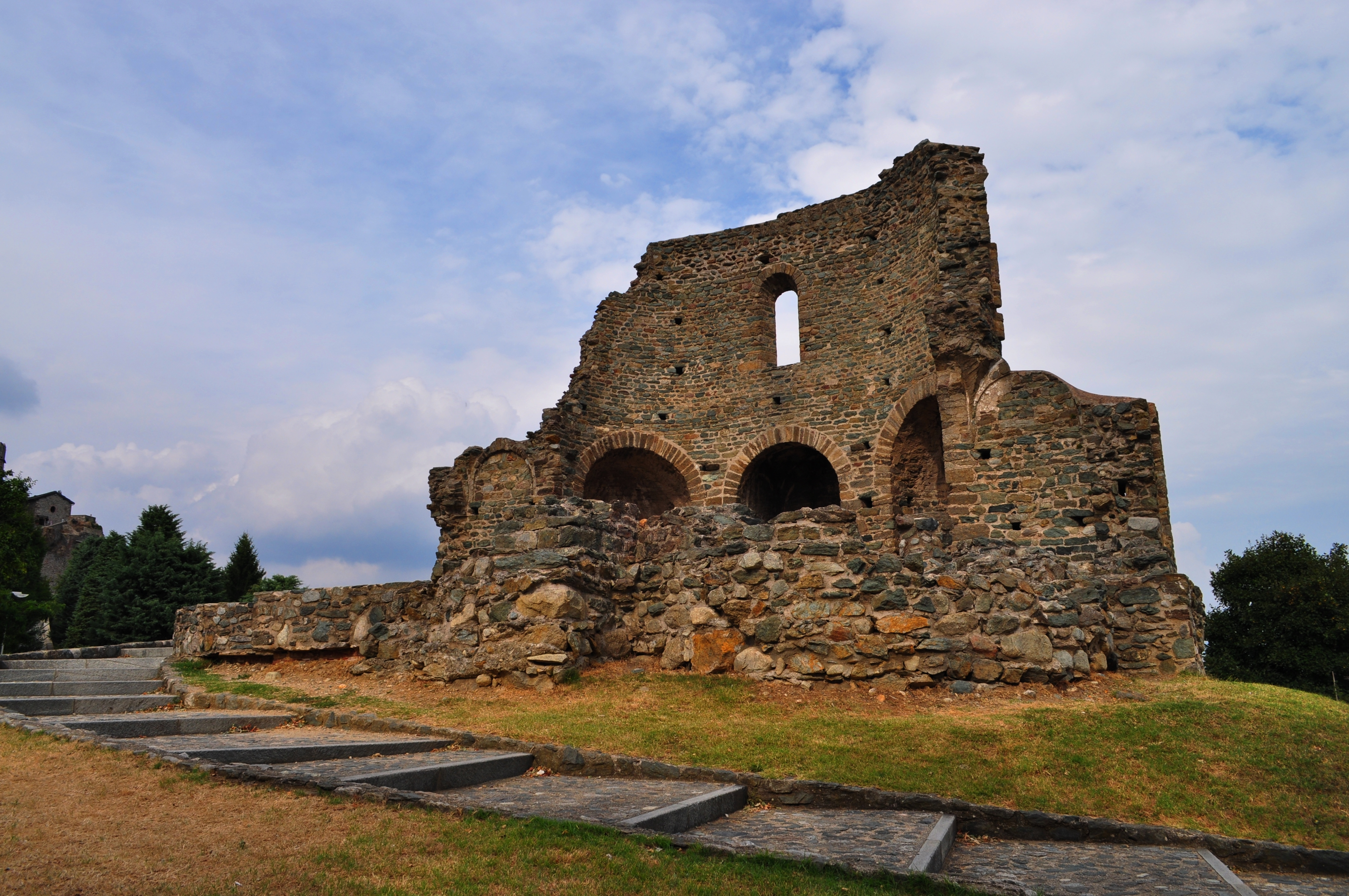
Sepolcro dei Monaci, oggi un rudere
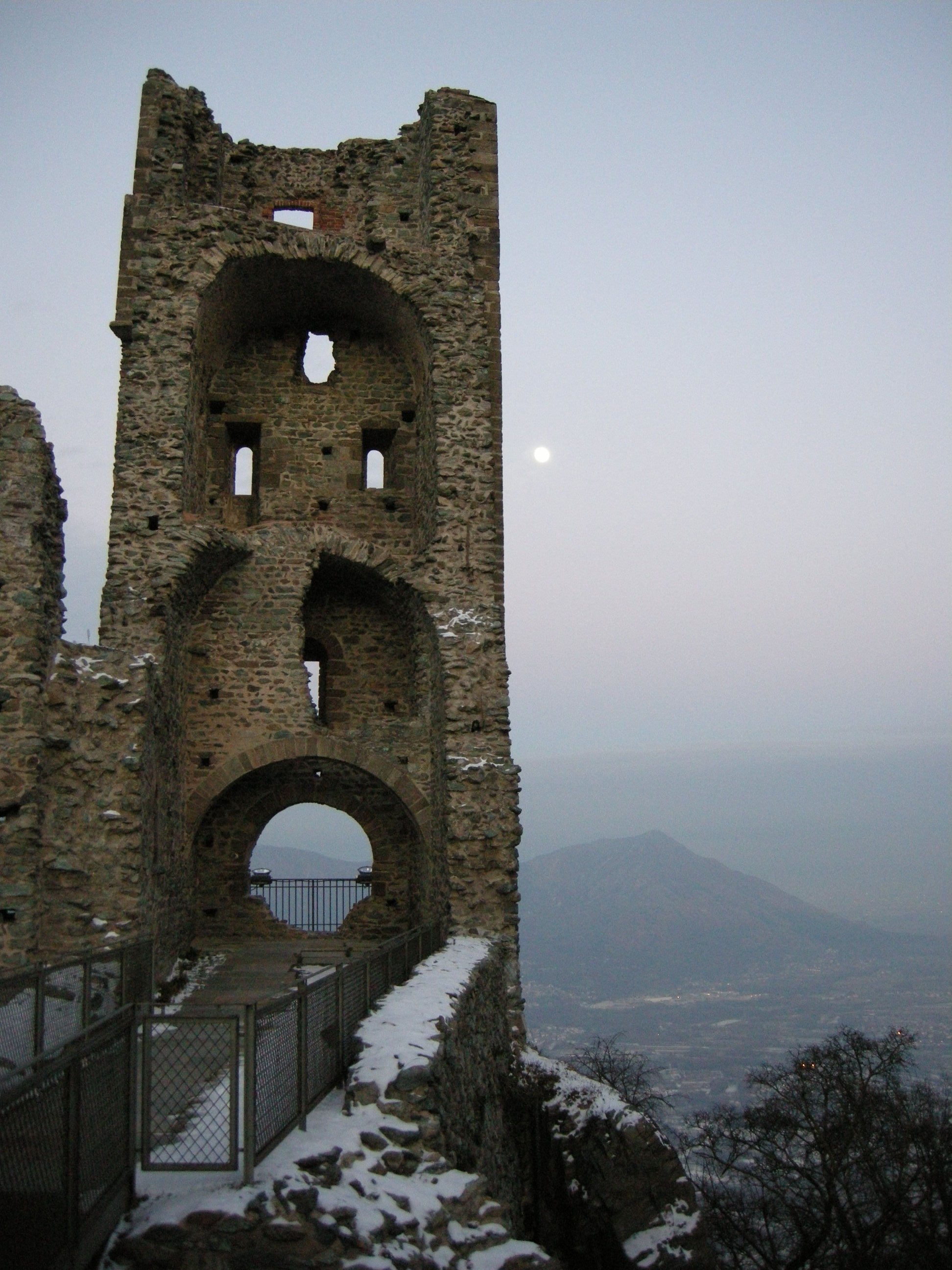
La torre della Bell'Alda
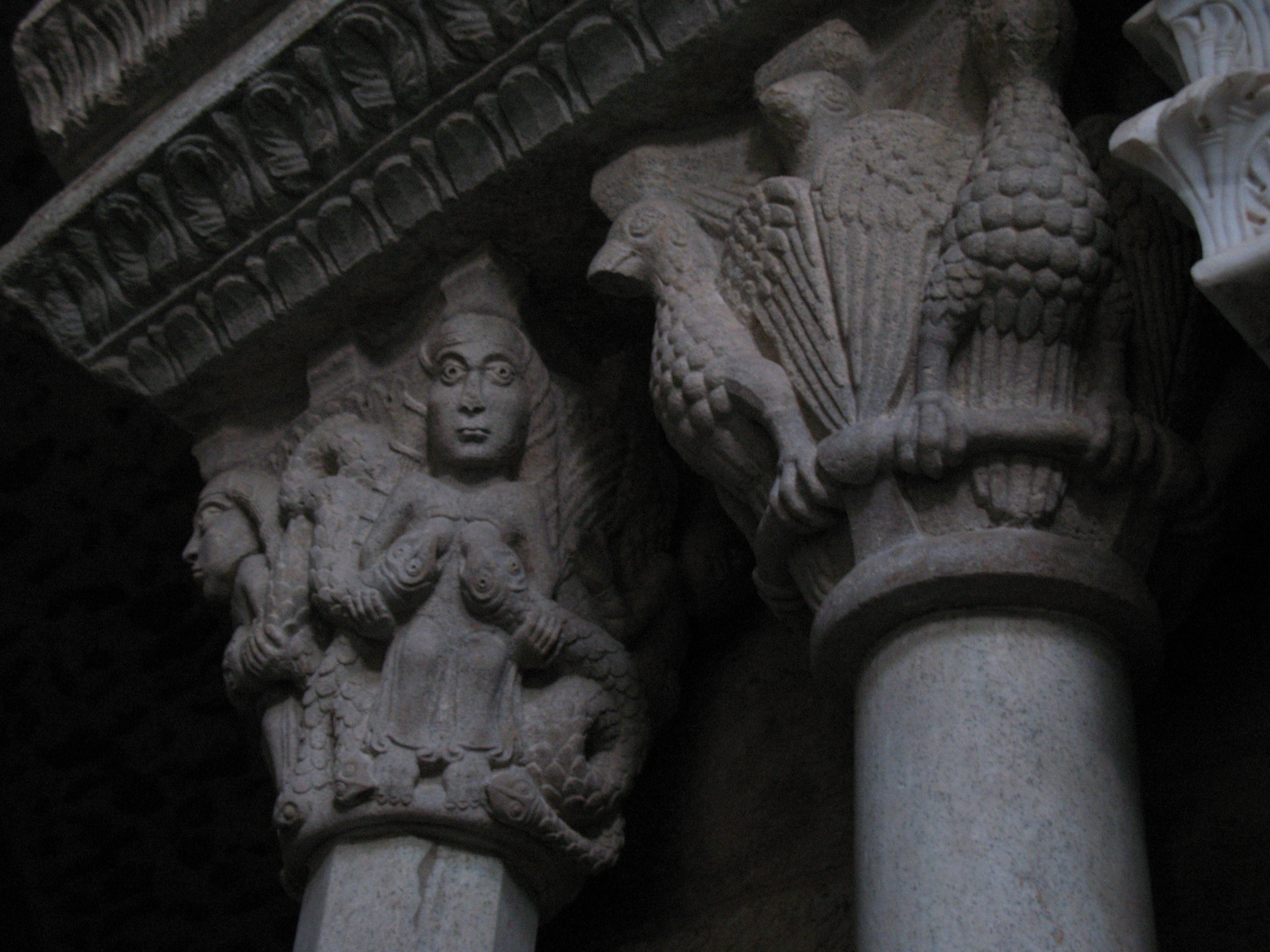
Particolare del colonnato interno della Porta dello zodiaco
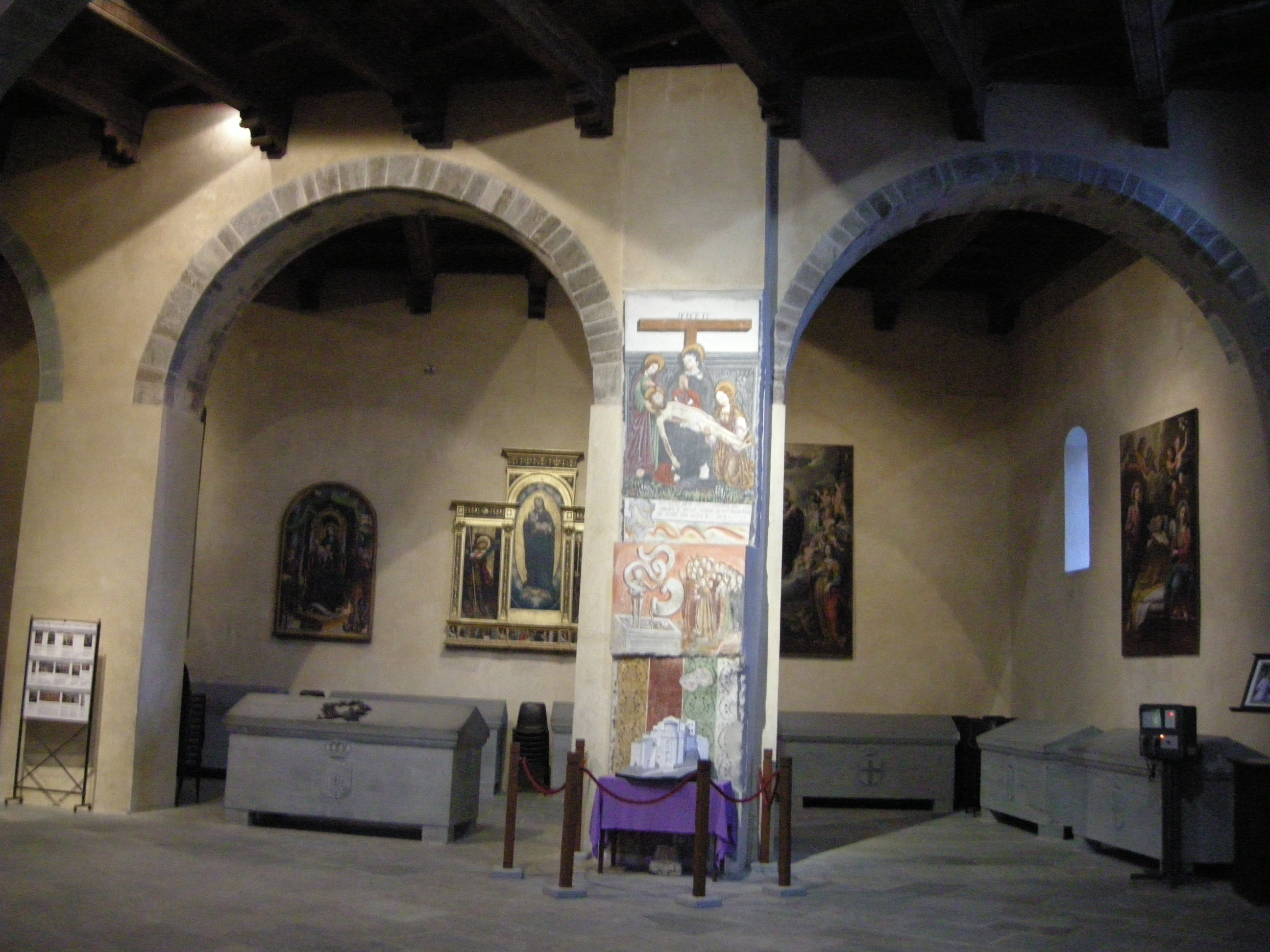
Il Coro Vecchio contornato da preziosi dipinti, tra cui il Trittico di Defendente Ferrari (1520 circa), e tombe di alcuni principi di casa Savoia
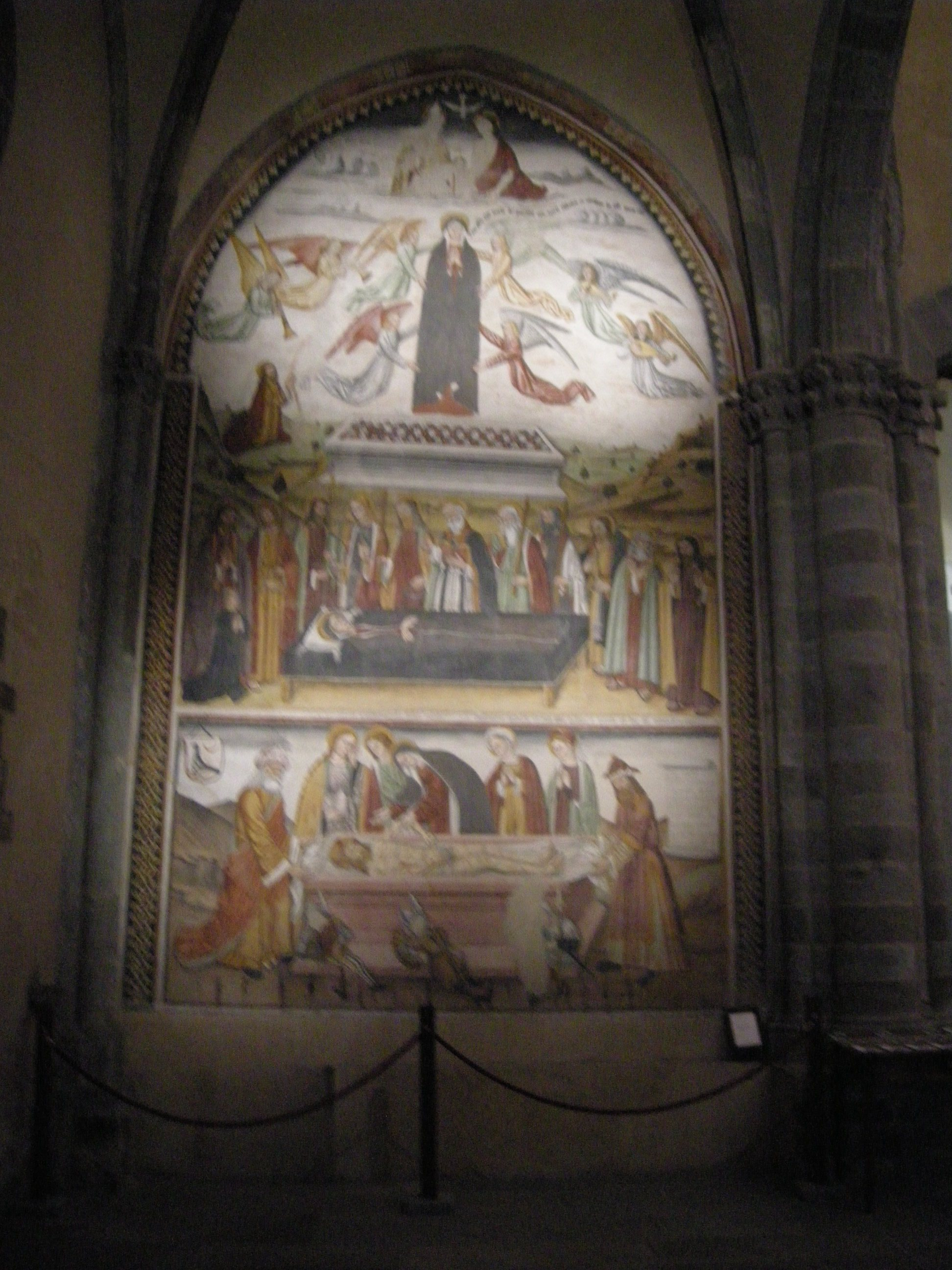
Grande affresco dell'Assunzione (1505) di Secondo Delbosco di Poirino
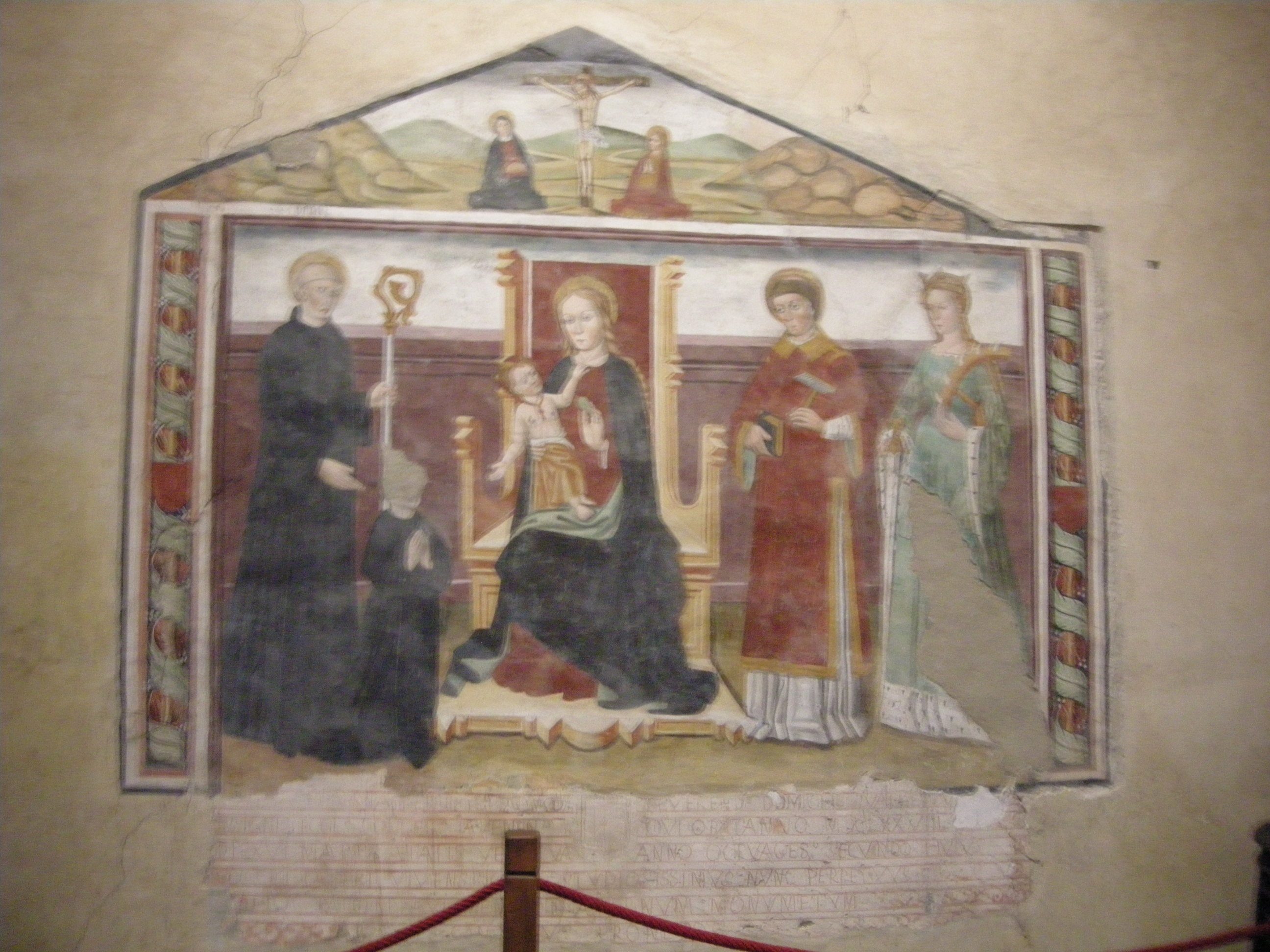
La Madonna della Pera (fine Quattrocento - inizio Cinquecento) di Secondo Delbosco di Poirino e suo allievo
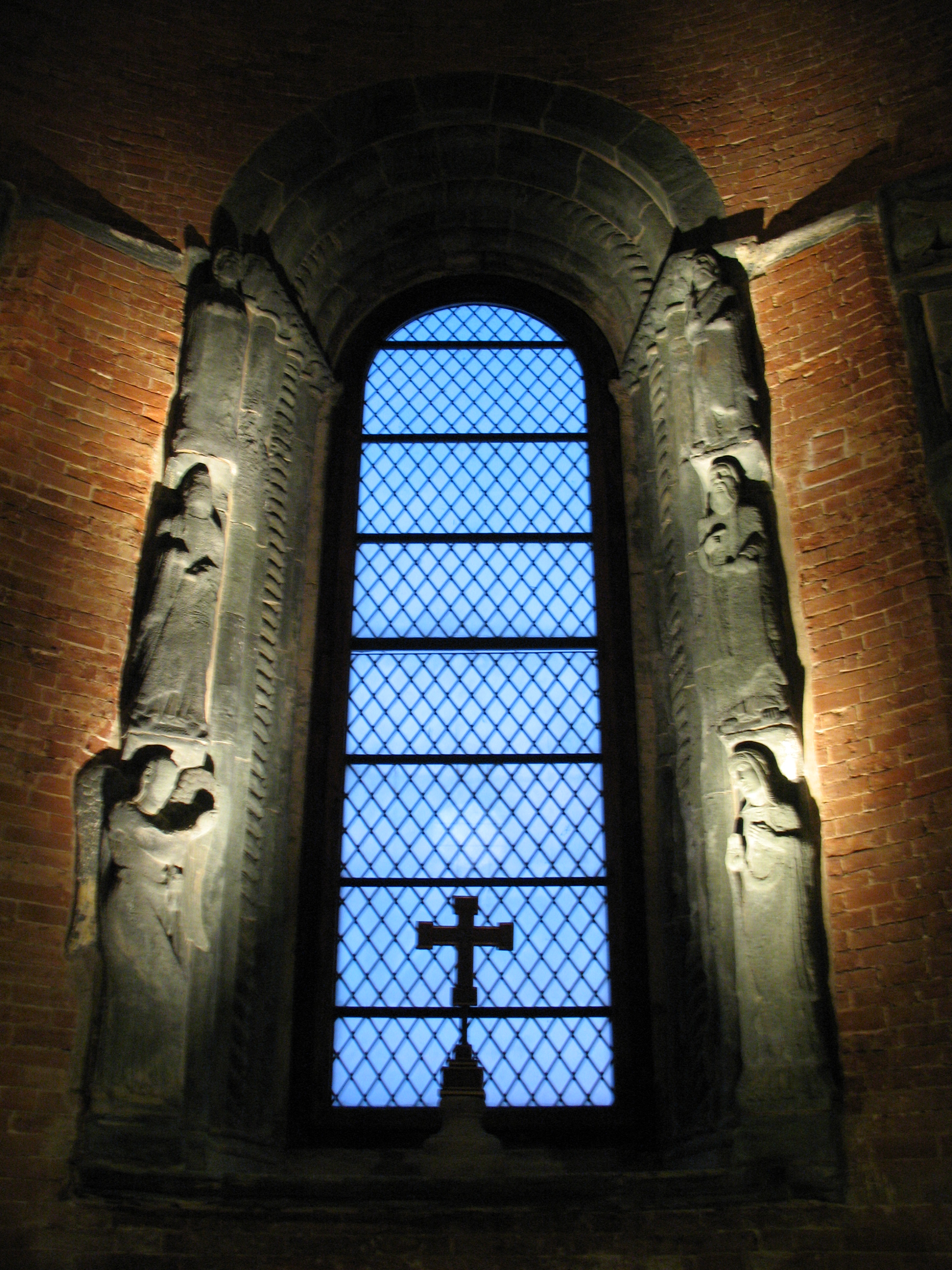
Vetrata dell'altare
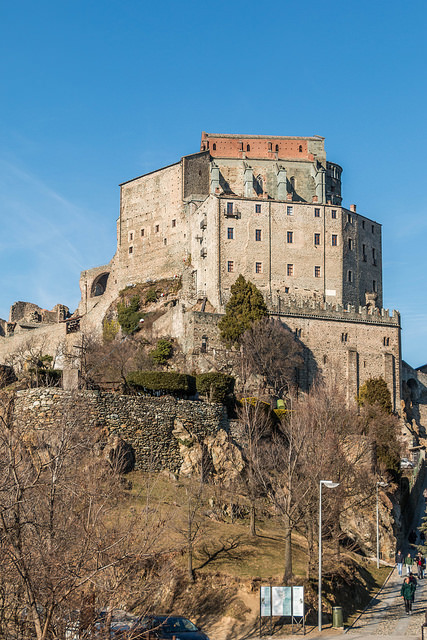
La Sacra di San Michele vista dal cosiddetto "Sepolcro dei Monaci"
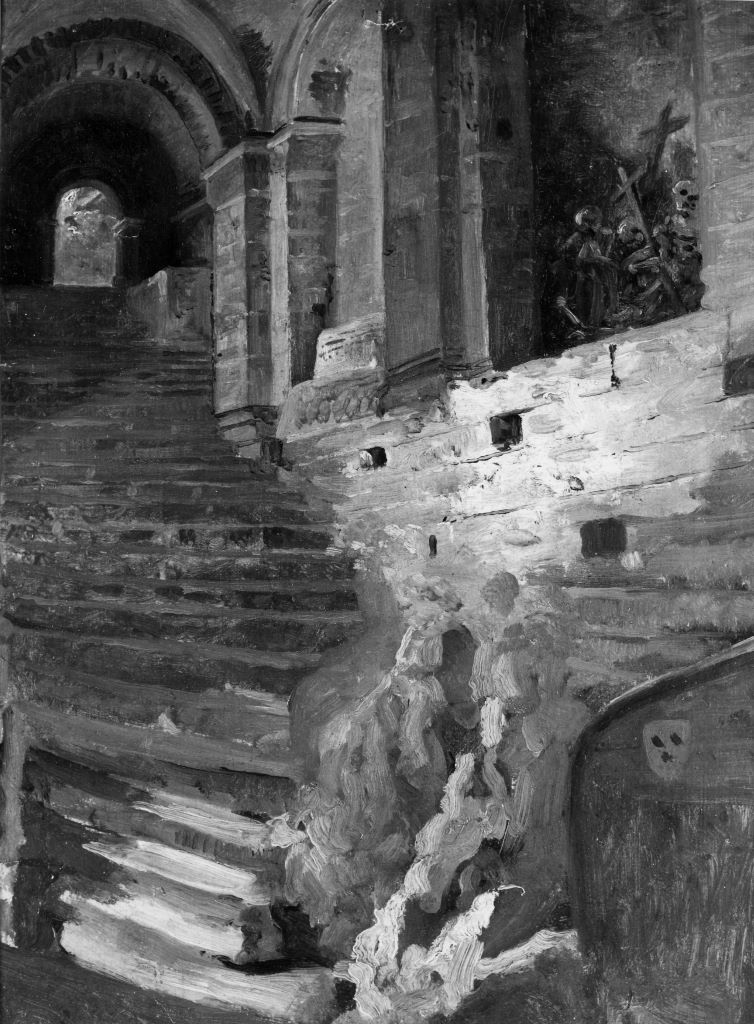
Lo scalone dei morti alla Sacra di San Michele, Massimo d'Azeglio, olio su carta, 1828-1829
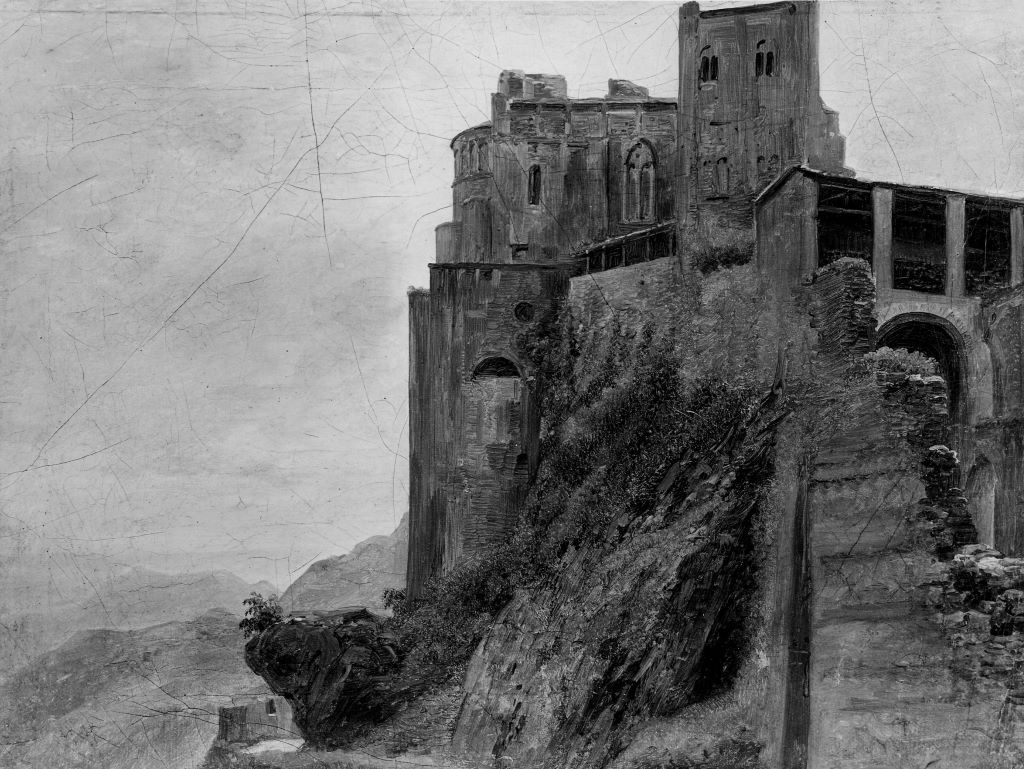
Studio per la Sacra verso settentrione, Massimo d'Azeglio, olio su tela, 1828-1829
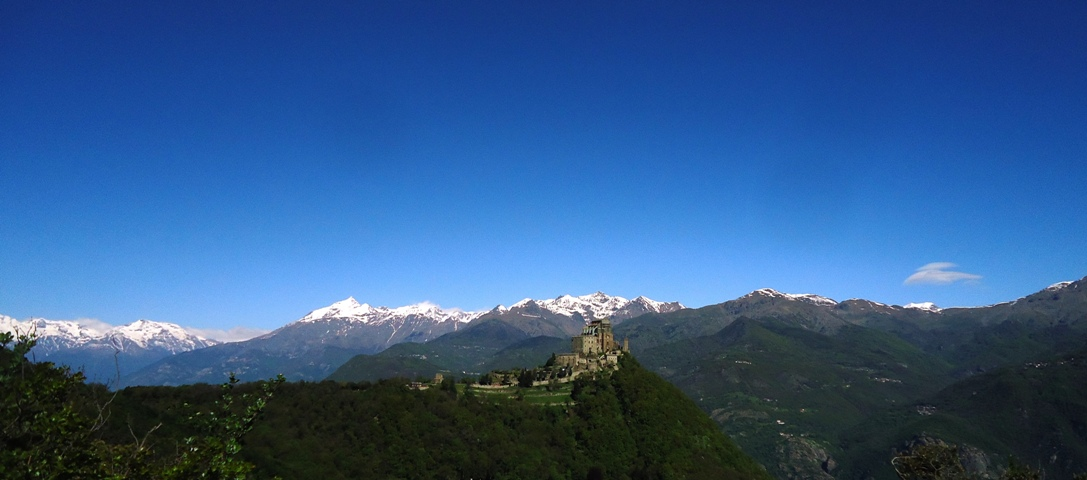
La Sacra di San Michele (TO) sul monte Pirchiriano; sullo sfondo le montagne della Val di Susa.
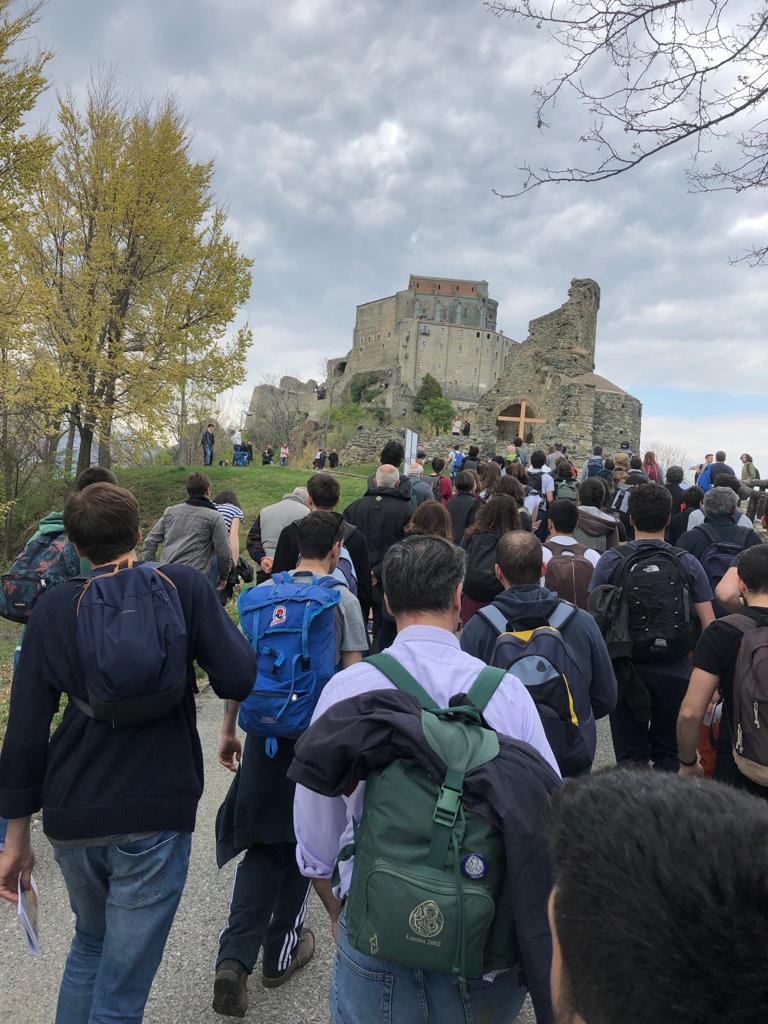
Sacra di San Michele dal Sepolcro dei Monaci
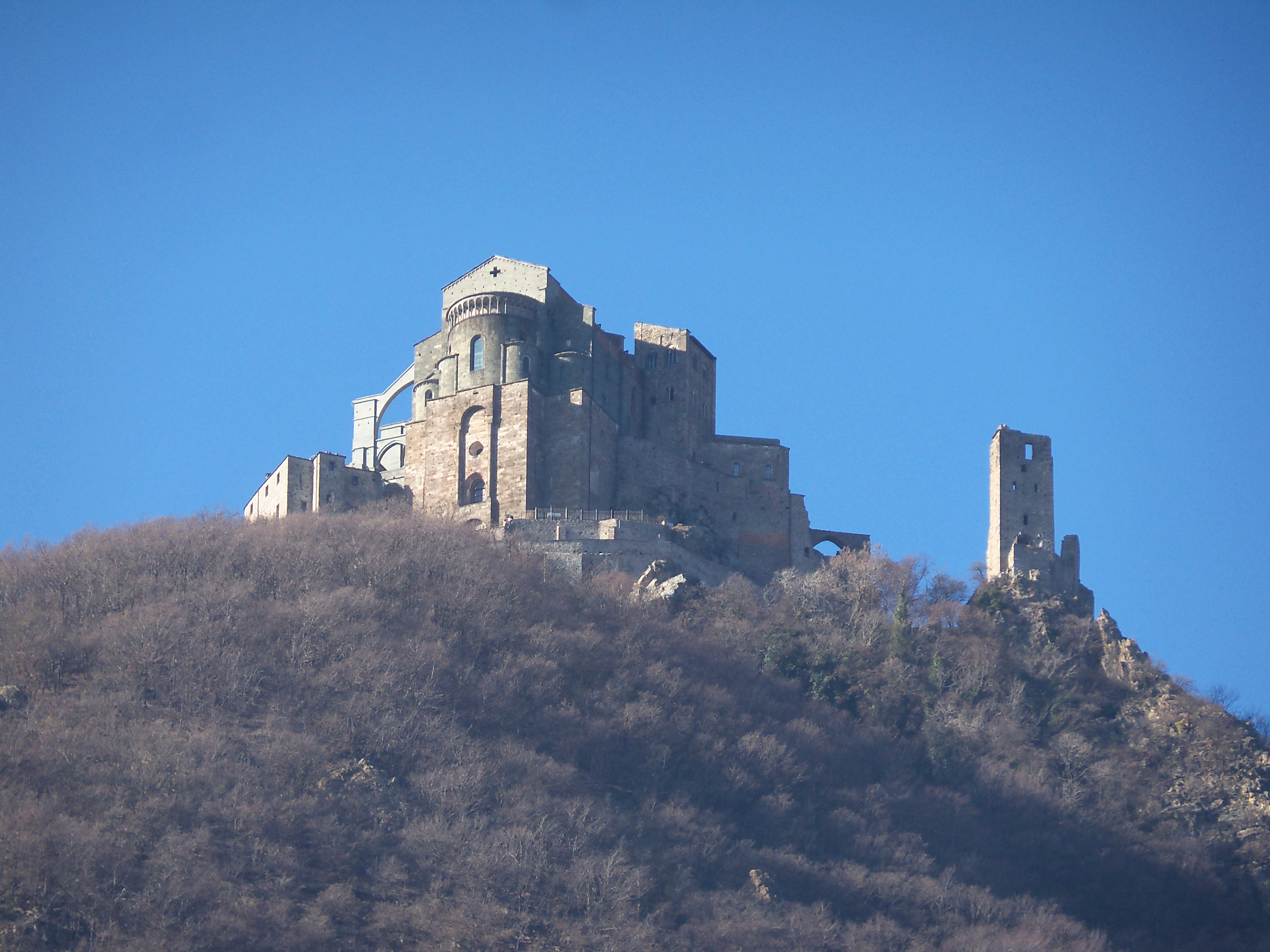
Sacra San Michele vista da Via Ferrata Carlo GIORDA